# Rue Bonaparte
La rue Bonaparte est une voie publique du 6e arrondissement de Paris.

## Situation et accès
La rue traverse le cœur de la rive gauche et se caractérise par un certain nombre d'hôtels particuliers et d'immeubles élégants, tout en étant délimitée par la rivière d'un côté et le parc à l'autre. La rue a de nombreuses associations littéraires et contient plusieurs bouquinistes et librairies spécialisées dans les livres anciens.
Ce site est desservi par les stations de métro Saint-Sulpice, Saint-Germain-des-Prés et Mabillon.

## Origine du nom

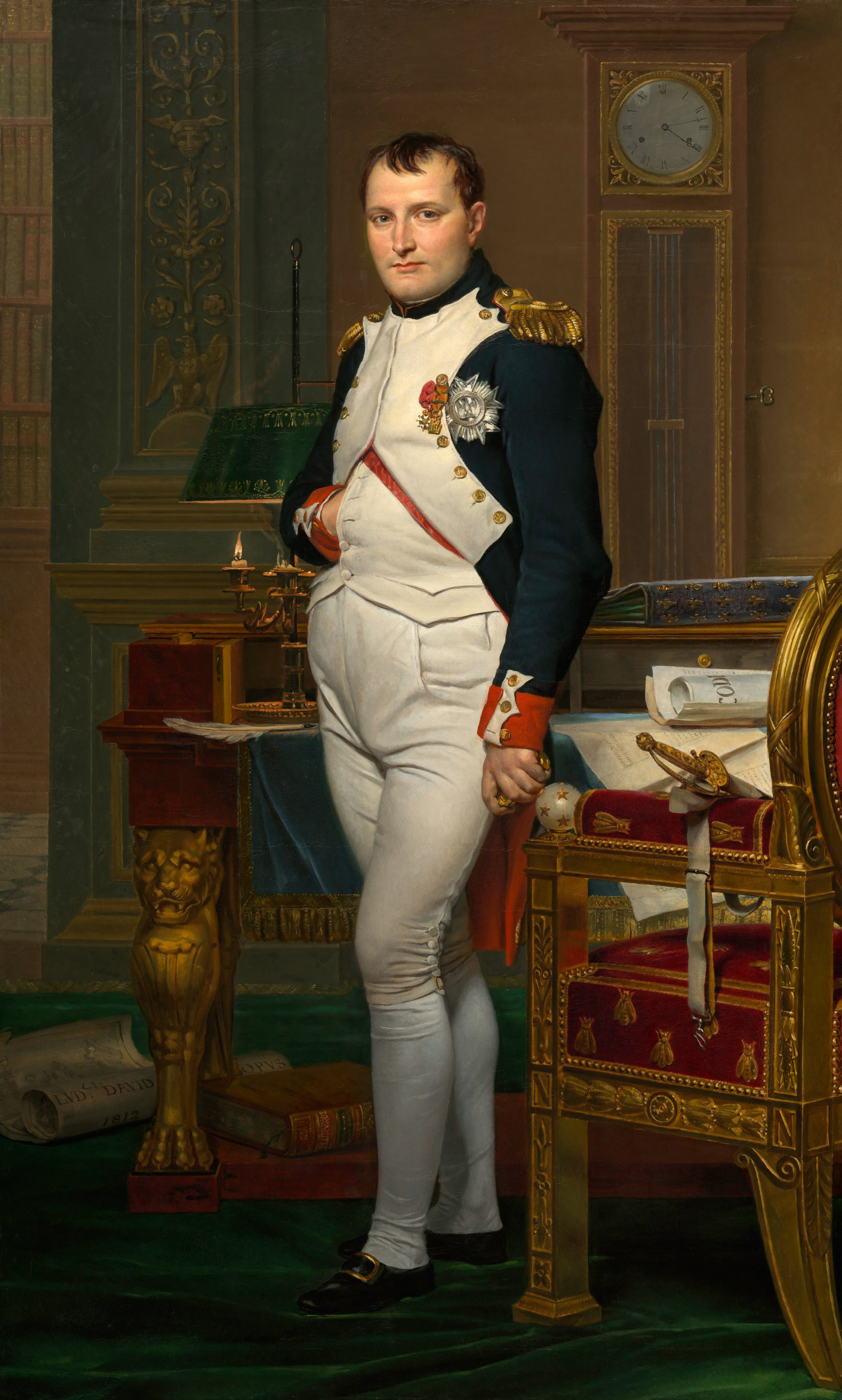
Napoléon dans son cabinet de travail, Jacques-Louis David, 1812.

Elle porte le nom de Napoléon Bonaparte (1769-1821), empereur des Français.

## Historique
Une ordonnance du 12 août 1852 prise par le prince président Louis-Napoléon Bonaparte, réunit trois voies existantes pour former la rue Bonaparte. La rue actuelle est donc la réunion de plusieurs rues tracées à différentes époques :
- la rue des Petits-Augustins, entre le quai Malaquais et la rue Jacob (XVIIe siècle) ;
- la rue Saint-Germain-des-Prés, entre la rue Jacob et la rue du Vieux-Colombier (XIXe siècle) ;
- la rue du Pot-de-Fer-Saint-Sulpice, entre la rue du Vieux-Colombier et la rue de Vaugirard (XVe siècle).

Le 6 octobre 1870, durant le siège de Paris, la municipalité du 6e arrondissement demande à faire porter dorénavant à la « rue Bonaparte » la dénomination de « rue Barbès ».
Le 30 janvier 1918, durant la Première Guerre mondiale, le no 5 rue Bonaparte est touché lors d'un bombardement effectué par des avions allemands.

### Rue des Petits-Augustins
La partie nord de la rue était naguère occupée par une rivière appelée la Noue, qui formait alors la limite orientale du Pré-aux-Clercs. Plus tard, le cours d'eau laissera la place à un canal de 27 m de largeur que l'on appela la « Petite Seine » et qui alimenta en eau les douves de l'abbaye de Saint-Germain-des-Prés lorsque celle-ci fut fortifiée au XIVe siècle. Au XVIIe siècle, les fortifications de l'abbaye sont abattues, tandis que les douves et le canal sont comblés.
Une voie est alors tracée entre le quai Malaquais et la rue Jacob. Elle est d'abord citée sous le nom de « Petite rue de Seine » dans un manuscrit de 1636, puis « rue de la Petite-Seine » et « chemin de la Noue ». Sur le plan de Paris de Gomboust publié en 1652, elle apparaît sous la désignation « rue des Petits-Augustins », du nom du couvent qu'elle desservait (actuel site de l'école des Beaux-Arts).
La largeur minimale de la rue est fixée à 10 m par une décision ministérielle en date du 2 thermidor an V (20 juillet 1797), puis à 11 m en vertu d'une ordonnance royale du 29 avril 1839. Sous le règne de Louis XIII, on y comptait 10 lanternes et 20 maisons dont l'une avait été la demeure du premier des deux Lauzun célèbres, Antonin Nompar de Caumont (1692-1723) qui n'avait quitté son hôtel particulier que dans les derniers jours de sa vie pour aller mourir au couvent voisin des Petits-Augustins ; une autre avait pour habitant M. Sconin d'Angevillier, commissaire provincial des guerres de la généralité de Paris.

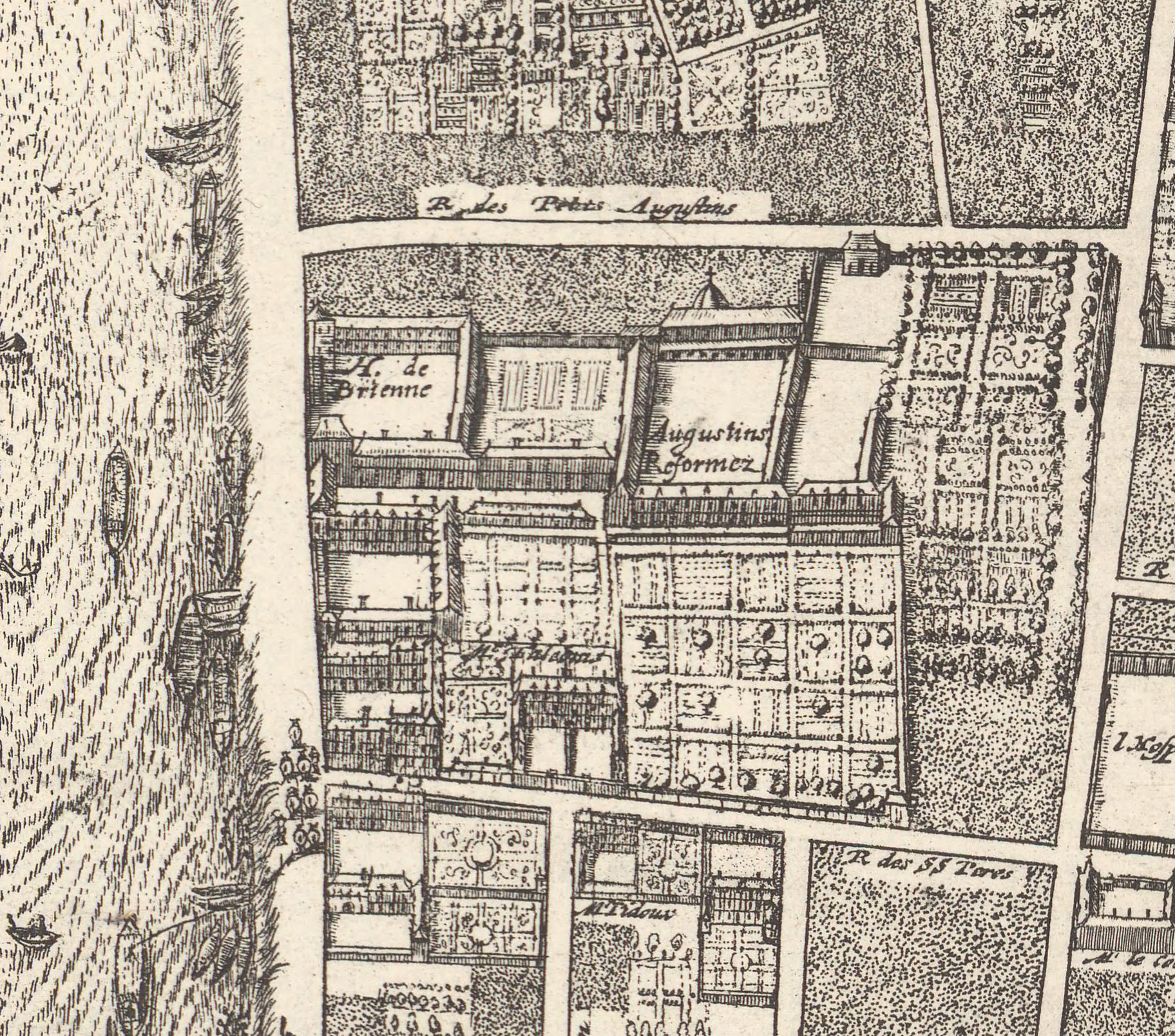
La rue des Petits-Augustins sur le plan de Paris de Gomboust, publié en 1652.
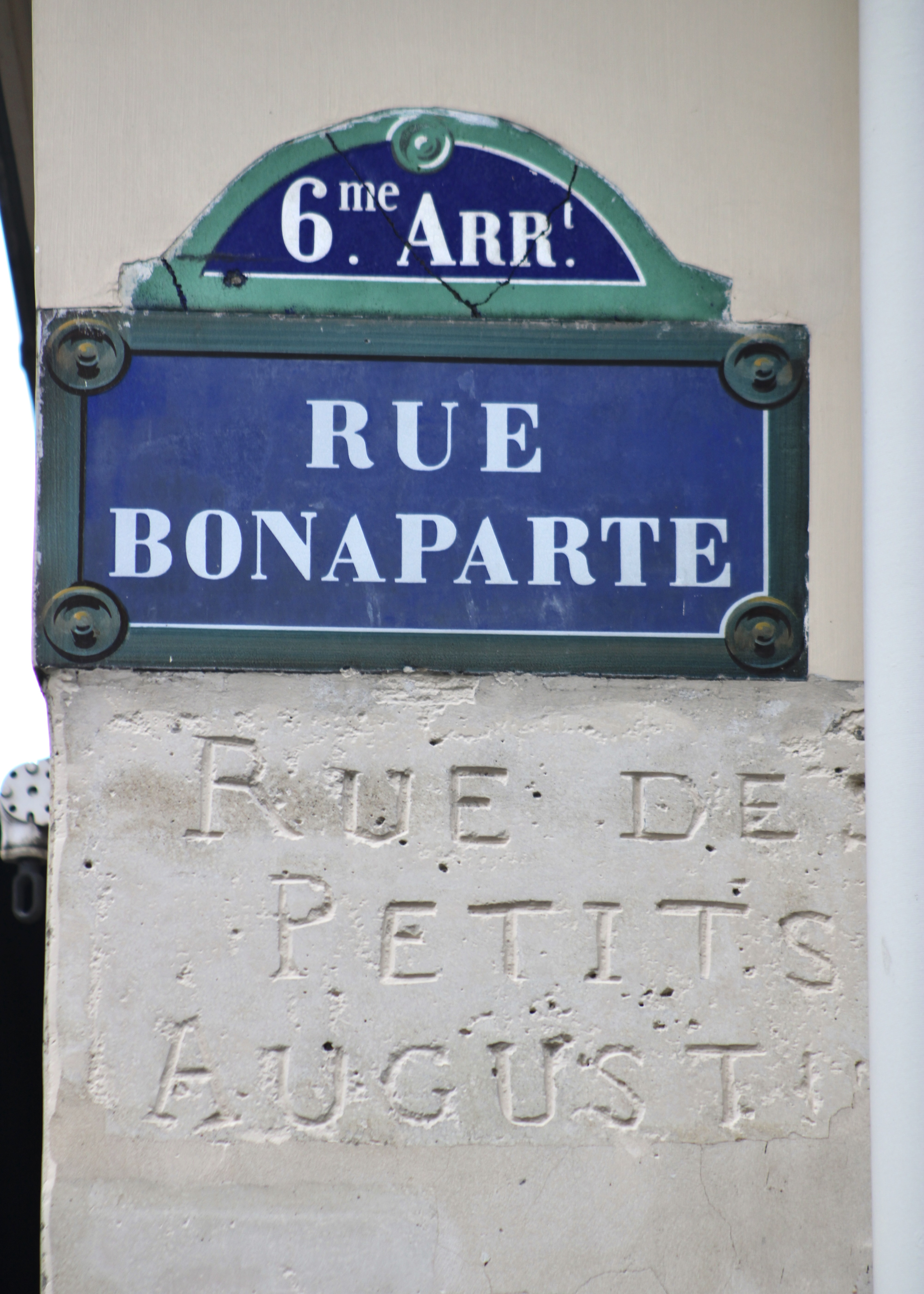
Ancienne inscription « rue des Petits Augustins » en dessous de la plaque moderne.

### Rue Saint-Germain-des-Prés
En 1804, une nouvelle rue est tracée entre la rue Jacob et la place Saint-Germain-des-Prés, dans la continuité de la rue des Petits-Augustins, mais avec un axe légèrement décalé vers l'est. Elle est dénommée « cour des Religieux » car elle est tracée à l'emplacement des anciens jardins de l'abbaye de Saint-Germain-des-Prés. Elle est ensuite renommée successivement « rue Bonaparte » par un décret impérial de 1810 et « rue de la Poste-aux-Chevaux » en 1815. En 1816, elle est finalement dénommée « rue Saint-Germain-des-Prés ». La largeur minimale de cette voie publique est fixée à 10 m par une décision ministérielle du 21 août 1817, puis l'ordonnance royale du 29 avril 1839.
Une ordonnance royale du 7 septembre 1845 ordonne le prolongement de la rue entre la place Saint-Germain-des-Prés et place Saint-Sulpice.

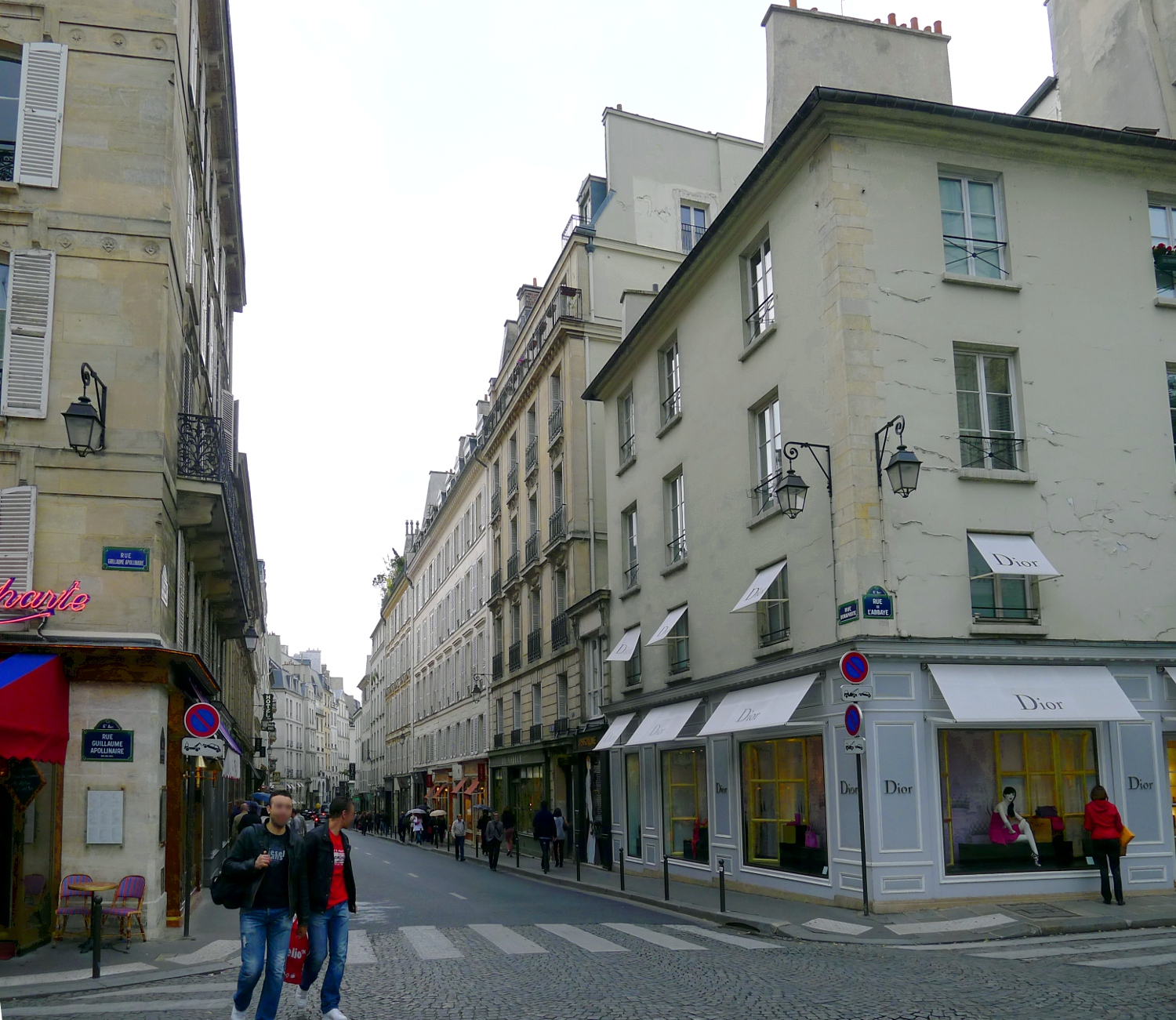
La rue Bonaparte vue de la place Saint-Germain-des-Prés en direction de la rue Jacob.
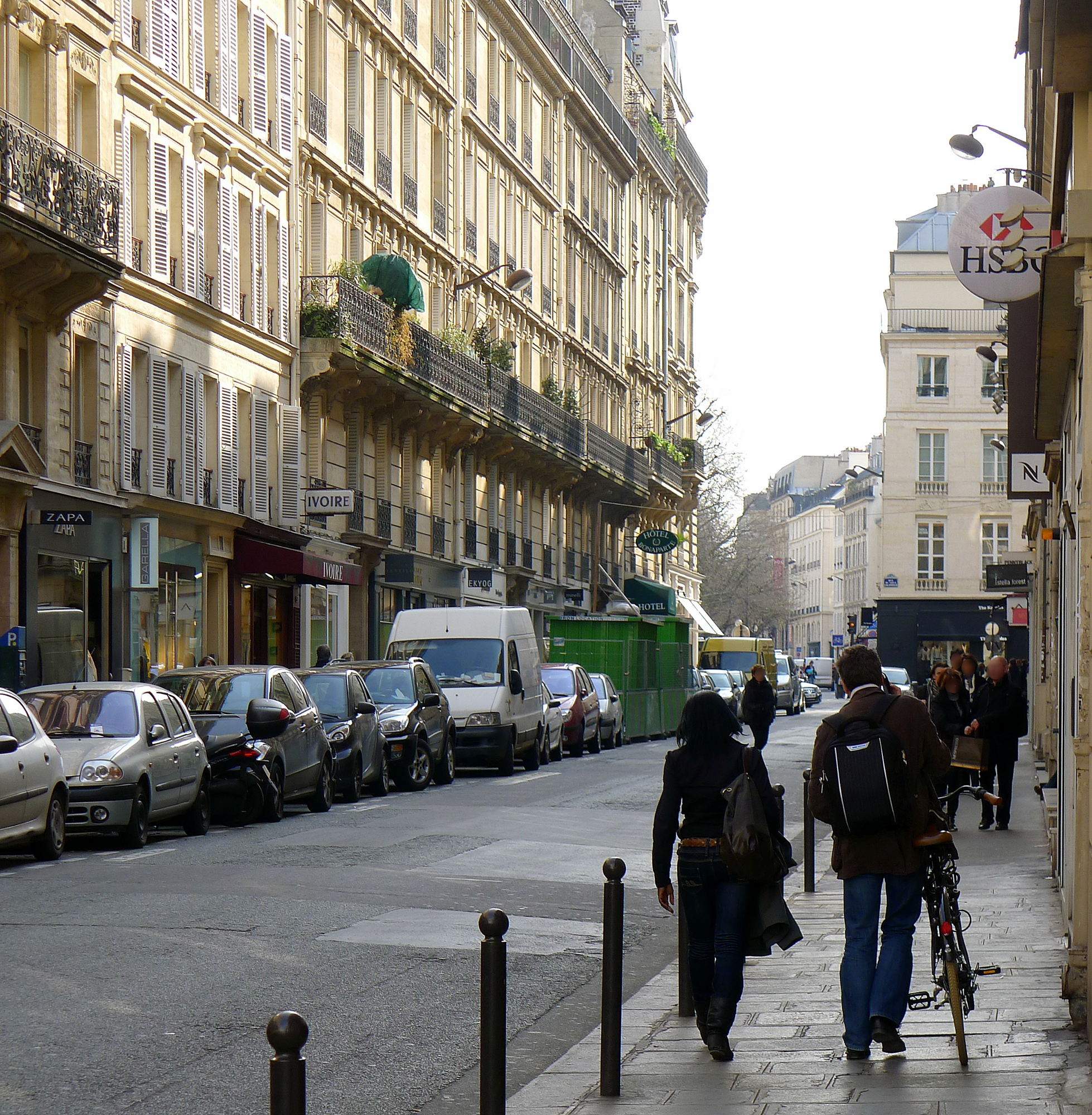
La rue Bonaparte vue en direction de la place Saint-Sulpice.

### Rue du Pot-de-Fer-Saint-Sulpice
La nouvelle rue ouverte se prolonge par la « rue du Pot-de-Fer-Saint-Sulpice » jusqu'à la rue de Vaugirard. Cette rue existait dès le XVe siècle sous le nom de « ruelle tendant de la rue du Colombier à Vignerei ». Elle longeait le clos Férou. Elle est ensuite appelée successivement « rue du Verger », « rue des Jardins-Saint-Sulpice », « rue des Jésuites » et, enfin, « rue du Pot-de-Fer-Saint-Sulpice », en référence à une enseigne. Le 13 avril 1612, les jésuites installent leur noviciat dans l’hôtel de Mézières.
Elle est citée sous le nom de « rue du Pot de fer » dans un manuscrit de 1636 dont le procès-verbal de visite, en date du 30 avril 1636, indique qu'elle est « en aucuns endroitz nette, et en d'autres avons veu plusieurs boues et fanges ».
Après avoir progressivement acquis plusieurs maisons voisines, les jésuites occupent un vaste terrain délimité par les rues du Pot-de-Fer, Mézière, Cassette et Honoré-Chevalier. Une chapelle est construite sur la rue du Pot-de-Fer aux frais de François Sublet de Noyers (1589-1645) qui y est inhumé après sa mort. La première pierre est posée par Henri de Bourbon-Verneuil (1601-1682), abbé de Saint-Germain-des-Près. Commencée en 1630, la chapelle, dédiée à saint François-Xavier et due à l'architecte Étienne Martellange, est achevée en 1642. Lorsque les jésuites sont chassés de Paris en 1763, la propriété est vendue à divers particuliers et entièrement rasée. Un vaste dépôt de farine est alors construit rue du Pot-de-Fer,.
Au milieu du XIXe siècle, la rue est mal fréquentée. Ainsi, vers 1846 ou 1847, la réputation de la tour de Nesle, l'ancienne tour royale, était encore telle, que ce nom fut donné à un bouge infâme de la rue où des repris de justice entraînaient des jeunes filles des quartiers voisins.
Dans les années 1840, la rue accueille les bureaux de l'Inspection générale des carrières de Paris, avant qu'ils ne soient déplacés place Denfert-Rochereau, à l'entrée des actuelles catacombes de Paris.
La largeur minimale de la rue est fixée à 9 m par une décision ministérielle du 26 thermidor an VIII (14 août 1800) et 10 m par une ordonnance du 23 janvier 1838. En 1810, une ordonnance ministérielle prévoit le prolongement de la place Saint-Sulpice jusqu'à la rue du Pot-de-Fer. Afin d'accueillir les services municipaux de l'ancien 11e arrondissement, un bâtiment est construit au no 8 de 1845 à mars 1849 par les architectes Philippe-Laurent Rolland et Paul-Frédéric à l'emplacement d'un ancien hôtel du duc de Charost appartenant au duc de Cossé-Brissac et acquis par la ville en 1840. Le bâtiment avait lui-même succédé en 1651 à un couvent de bernardines de Sainte-Cécile. Il s'agit de l'actuelle mairie du 6e arrondissement.

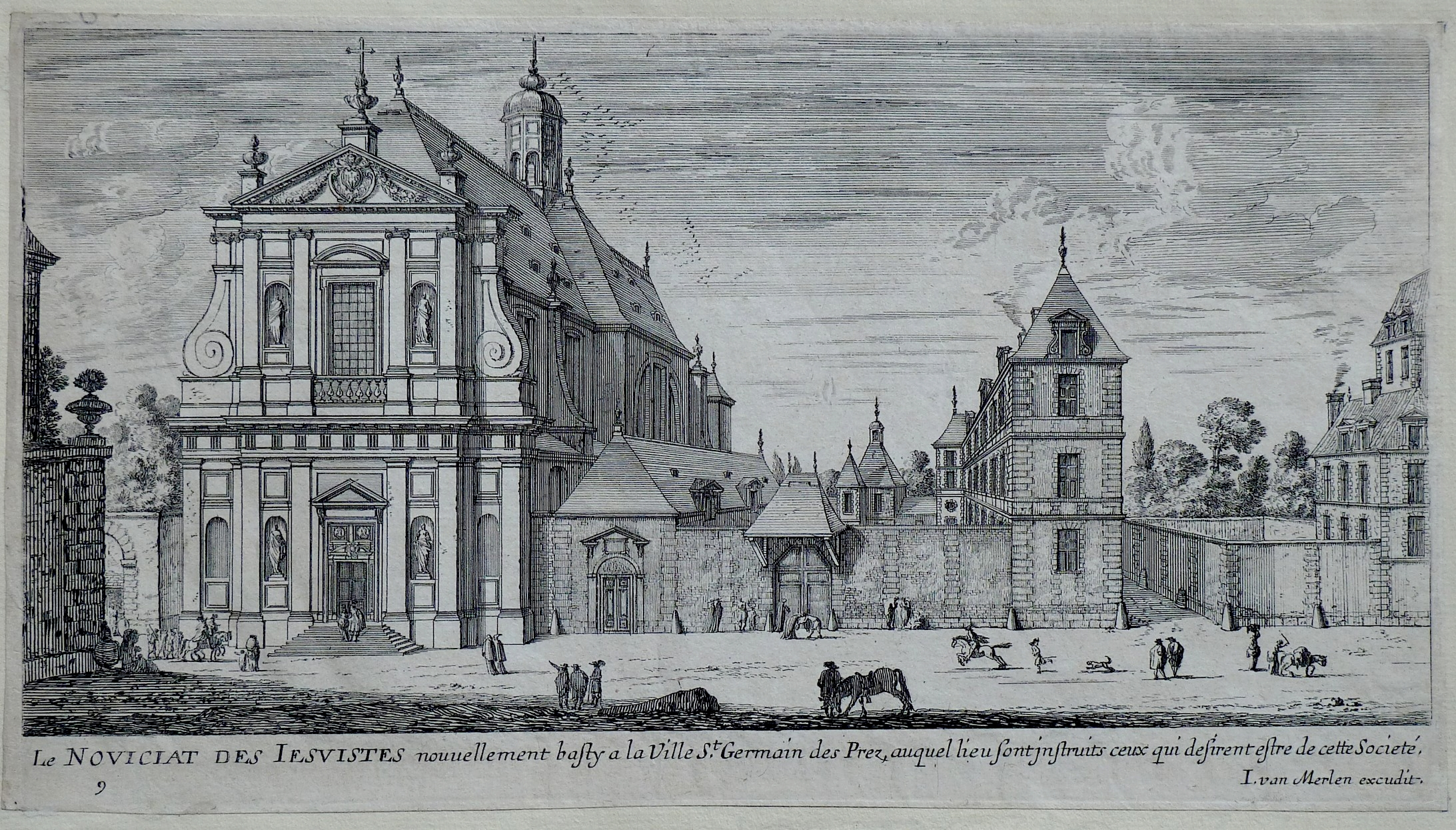
Le noviciat des jésuites et la chapelle Saint-François-Xavier vers 1660, aujourd'hui entièrement détruits.
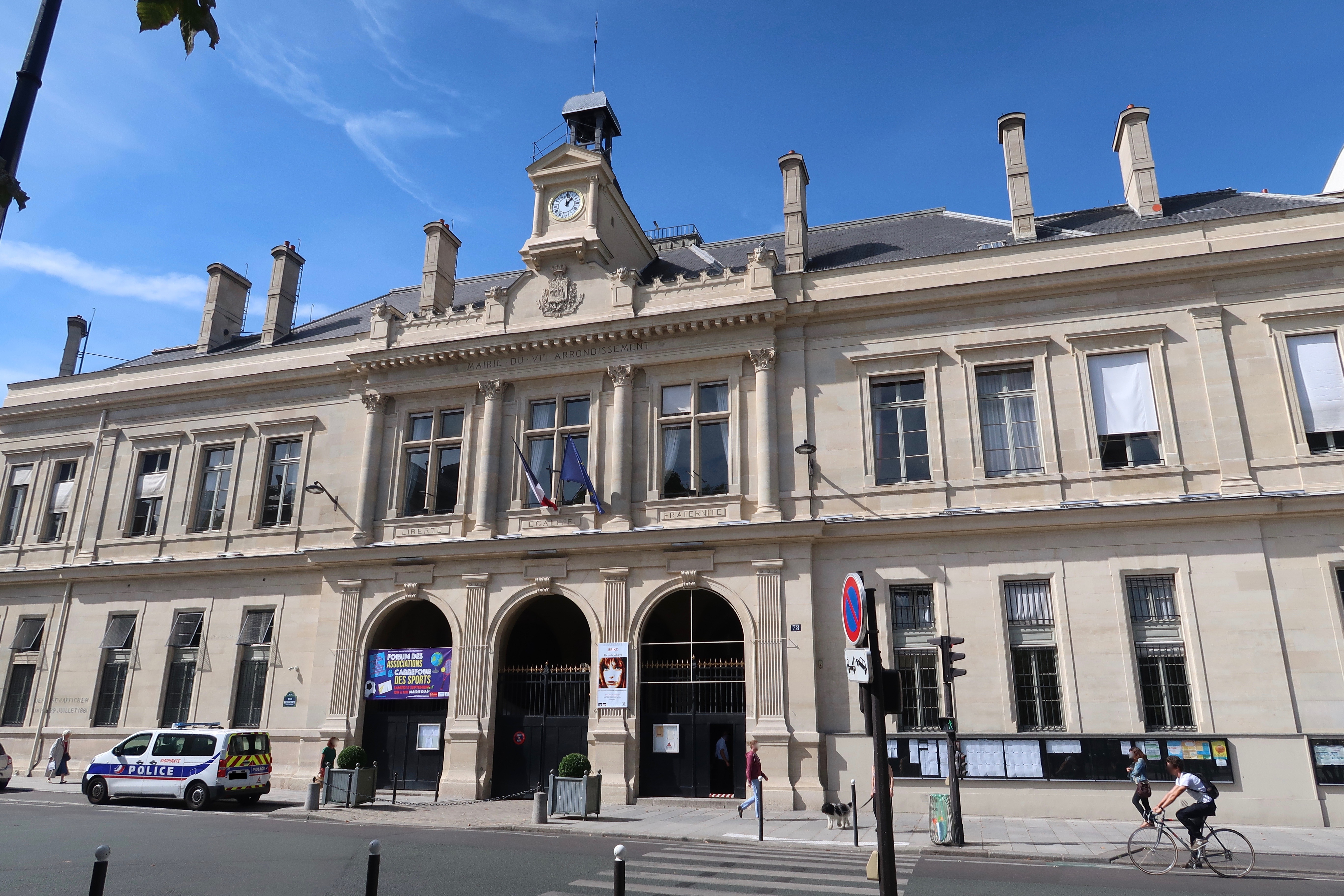
La mairie du 6e arrondissement, construite dans les années 1840.
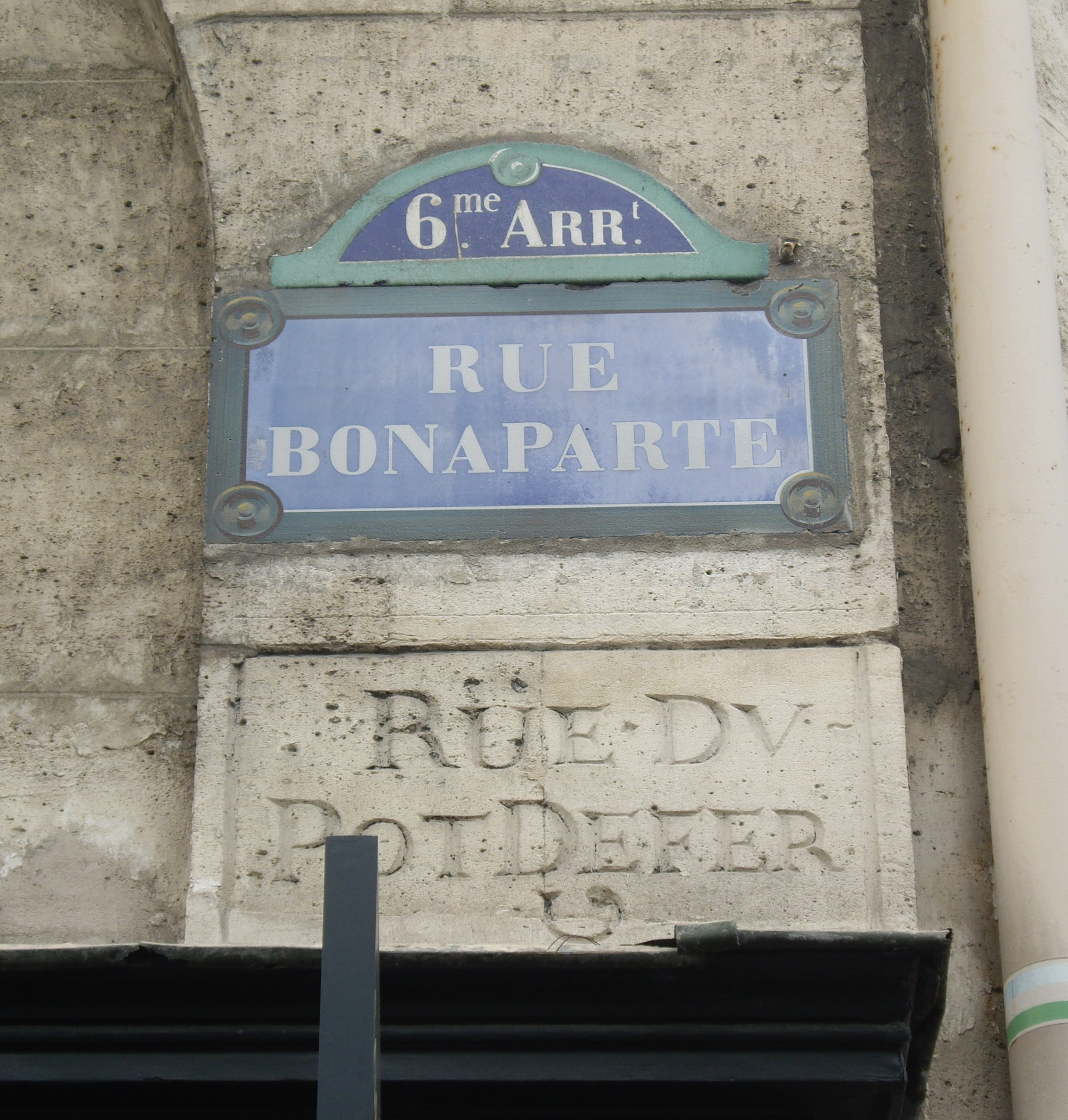
Ancienne inscription « rue du Pot de fer » en dessous de la plaque moderne.

## Bâtiments remarquables et lieux de mémoire

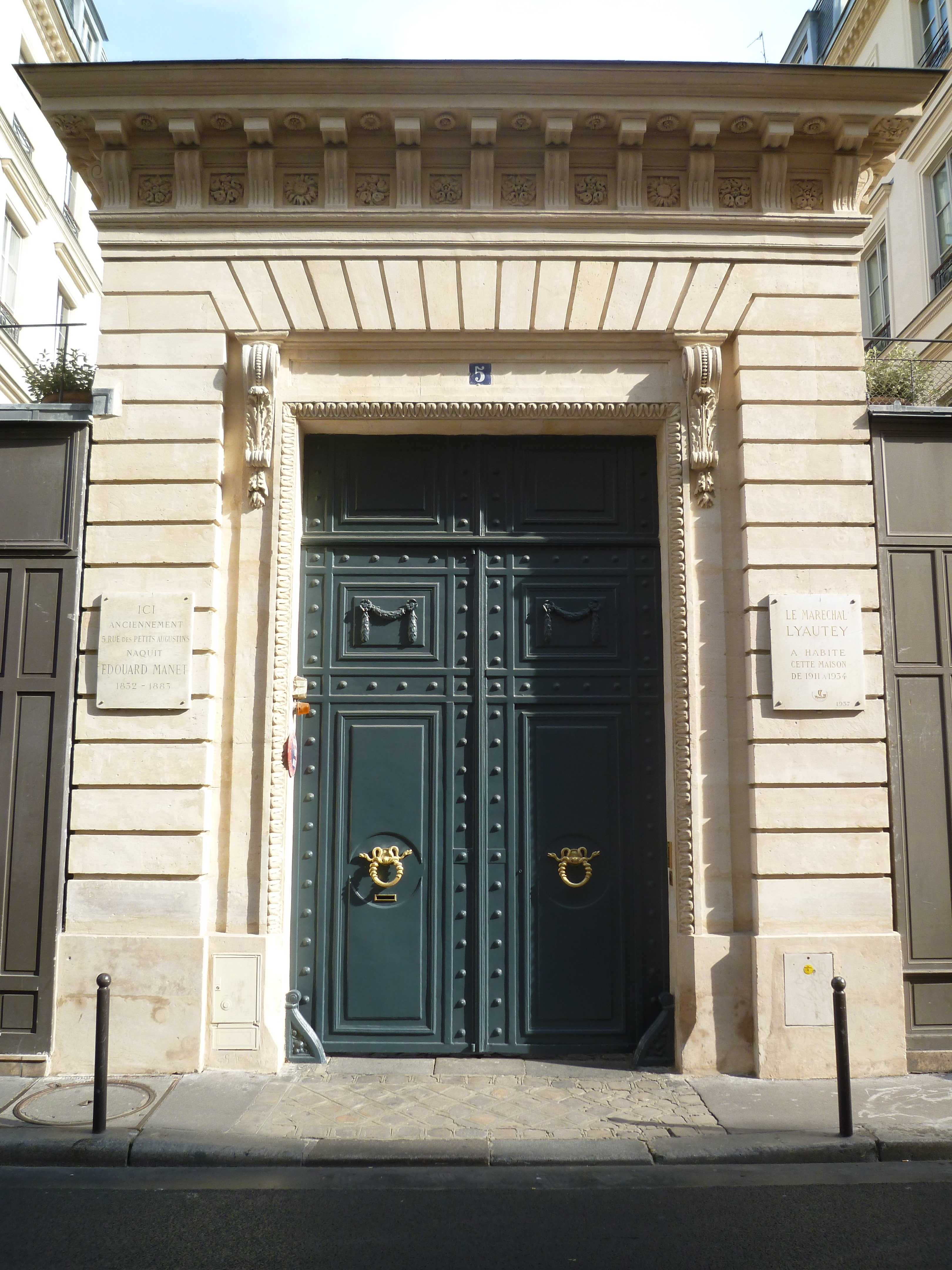
No 5.

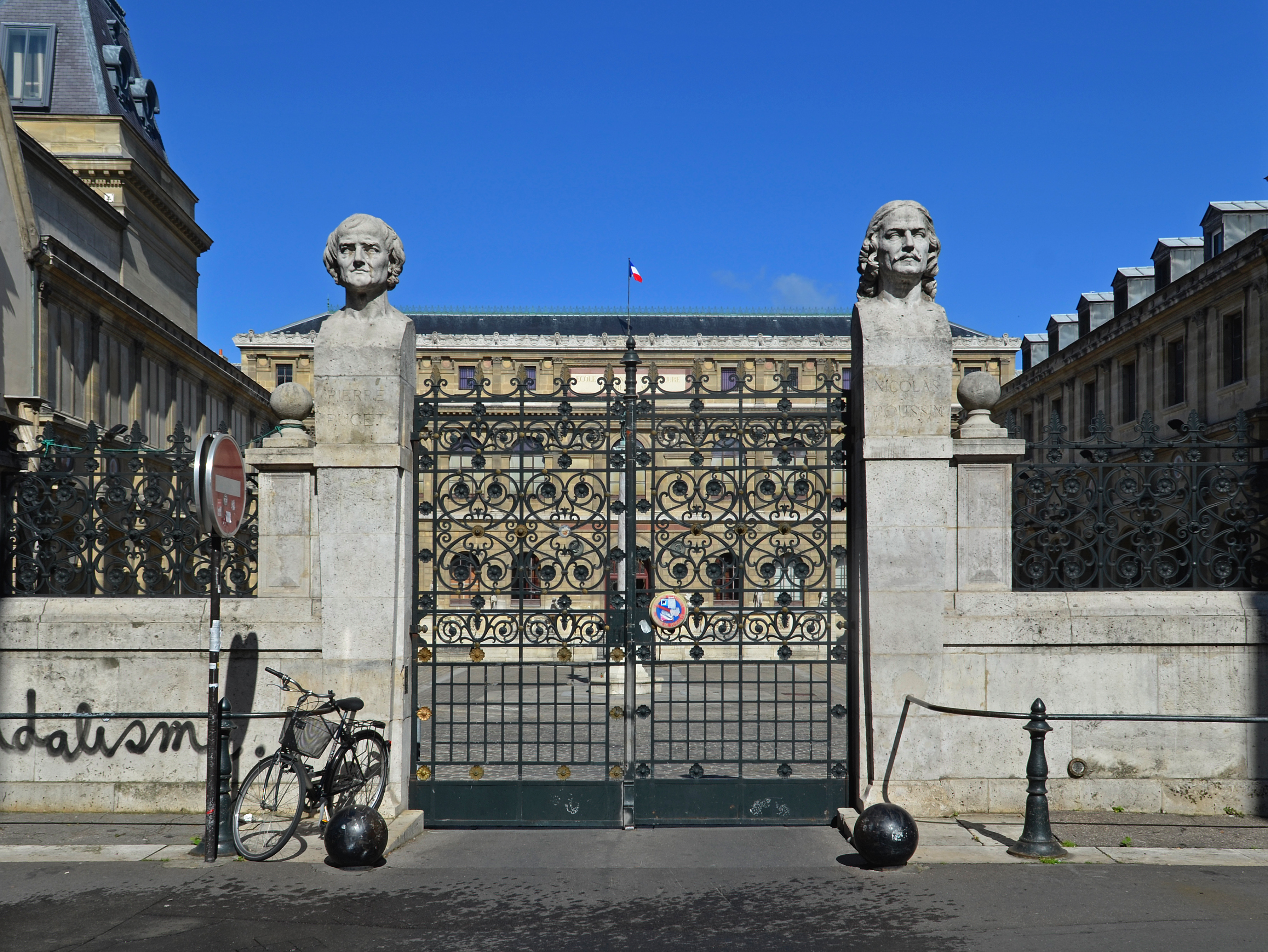
Entrée de l'École des beaux-arts.

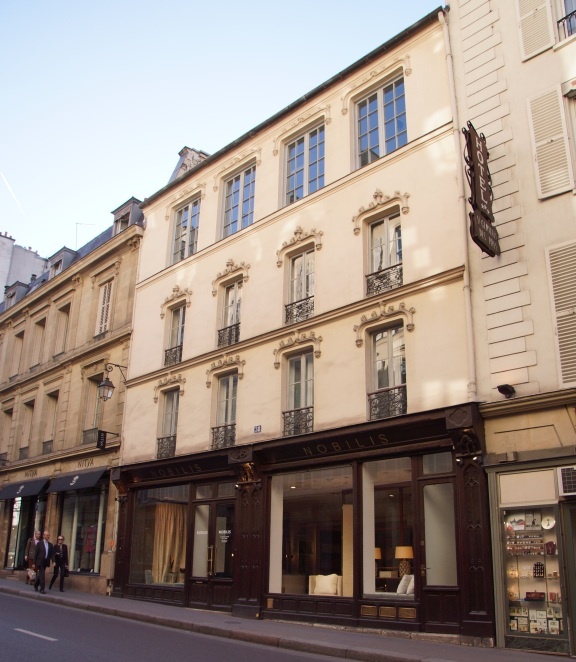
No 38.

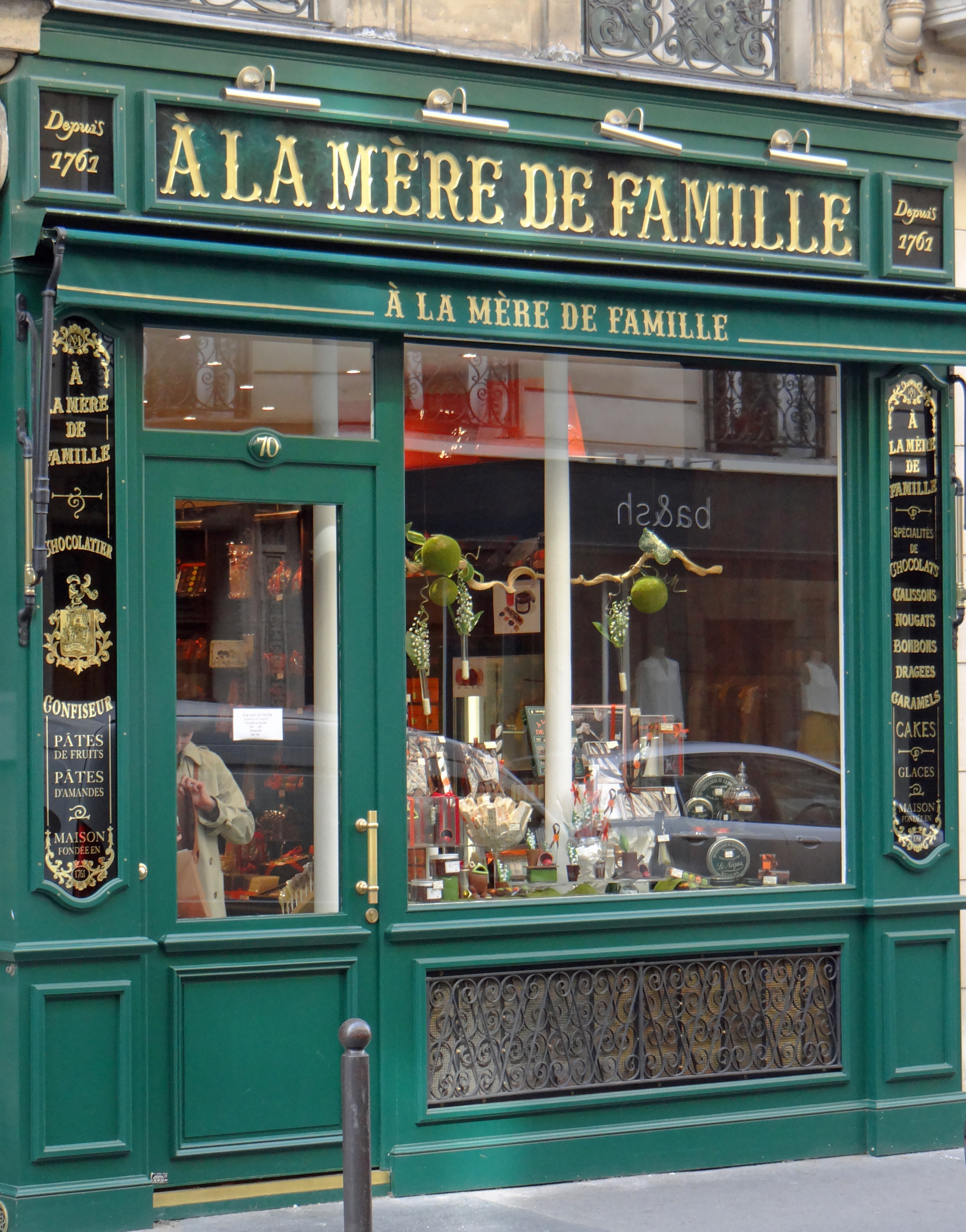
No 70.

### Sites particuliers
- L'église Saint-Germain-des-Prés au niveau du boulevard Saint-Germain ( Classé MH (1862)).
- La fontaine du marché Saint-Germain ( Classé MH (1926)).
- L'École nationale supérieure des beaux-arts ( Inscrit MH (1914)).
- L'Académie nationale de médecine ( Inscrit MH (1992)).
- Le couvent des Petits Augustins, au no 14 ( Classé MH (1921)).
- La place Saint-Germain-des-Prés ( Classé MH (1953)).
- La fontaine de la Paix ( Classé MH (1915)).
- L'église Saint-Sulpice de Paris ( Classé MH (1926)).
- La fontaine Saint-Sulpice ( Classé MH (1926)).
- La promenade de l'allée du Séminaire-Jean-Jacques-Olier.
- Le jardin du Luxembourg à l’extrémité sud de la rue.

### Du quai Malaquais à la rue Jacob
- Nos 1 et 2 : ici s'élevait l'hôtel de Chavaudon appartenant au comte de Chavaudon qui passa à sa mort à la marquise de Chavaudon une parente. C'est dans cette propriété qu'est mort Félix Vicq d'Azyr (1748-1794), un des fondateurs de l'Académie de médecine, médecin de Louis XVI et de Marie-Antoinette. Il est mort d'une pneumonie à son domicile après avoir assisté à la fête de l’Être suprême, le 20 juin 1794 soit le 2 messidor an II. Il était marié à la nièce de Daubenton[19]. L'homme politique Gaston Palewski ; une plaque lui rend hommage.
Pour le Café des Beaux-Arts voir 7, quai Malaquais
- No 3 : était une dépendance de l'hôtel de Chavaudon, mais fut exploité en appartements meublés depuis les années 1830. Ce fut, en 1789, le domicile du vicomte Alexandre de Beauharnais (1760-1794), député des États Généraux ; sa femme s'est rendue en Martinique près de sa mère en 1787[19]. Plaque commémorative en la mémoire de Louis Hélié, résistant français.
- Nos 2-4 (anciennement rue de la Petite-Seine) : emplacement supposé de la première maison dont disposèrent, à Paris, les cinq frères hospitaliers de Saint-Jean-de-Dieu, communément dénommés « frères de la Charité », appelés à Paris en 1602 pour soigner les pauvres. Quelques années plus tard, Marguerite de France la réquisitionna. Les frères s'établirent alors dans leur seconde maison aménagée dans l'ancien hôtel de Sansac attenant à l'ancienne chapelle de Saint-Pierre (ou des Saints-Pères) où ils fondèrent l'hôpital de la Charité (détruit en 1935)[20],[21].
- Nos 5 : ancien hôtel de Bessan, portail monumental sur rue avec vantaux, façades cour et jardins, décoration intérieure de deux salons du XVIIIe siècle ( Inscrit MH (1926)). Il servit de local à l'imprimeur Édouard Dentu (1830-1884), puis devint la propriété des libraires Pourrat frères. Le Cercle de la librairie y fut installé avant de partir au no 1. Parmi les locataires célèbres au XIXe siècle : Gabriel Andral (1797-1876), médecin et Casimir Gide (1804-1868) éditeur. Il semble selon Charles Lefeuve (1818-1882), historien des rues de Paris que cet hôtel ne faisait qu'un avec l'hôtel de Persan aux numéros 7 et 9 de la rue. Le maréchal Hubert Lyautey y vécut de 1911 à 1934. Le peintre Édouard Manet y naquit en 1832. L'écrivain Henri Troyat y habita de 1963 à 2002. Des plaques leur rendent hommage.
- No 6 : une plaque commémorative indique qu'en 1837, Honoré de Balzac s'inspira du parfumeur Jean-Vincent Bully et de son officine pour son roman César Birotteau. Galerie Lucie Weill & Seligmann.
- Nos 7 à 9 : hôtel de Persan, construit par le marquis de Persan, premier maréchal des logis du comte d'Artois ; sa sœur en est restée propriétaire jusqu'à sa mort en 1846. Au n°7, porte sur rue et vantaux du XVIIIe siècle ( Inscrit MH (1927)). Au no 9: les façades sur cour et jardins ( Inscrit MH (1926)). Dans cet hôtel ont habité, sous Louis XV, Madame Jeanne Camus de Pontcarré par son mariage Jeanne de La Rochefoucauld, marquise d'Urfé, dite Madame d'Urfé (1705-1775), veuve excentrique, puis Melle Claire, fille d'un sergent au Régiment de Mailly, dite Mademoiselle Clairon (1723-1803), le roi la fit peindre en Médée par le peintre Vanloo[19]. En 1803 le célèbre géomètre, ancien ministre de la marine, chef de la compagnie des savants qui avait fait la campagne d'Egypte, mathématicien, comte de Péluse : Gaspard Monge (1746-1818), habita en ce lieu.
- No 10 : faisait partie du Couvent des Petits-Augustins ; ses chambres se louaient meublées et donnaient à l'arrière sur l'ancienne chapelle des moines à laquelle il servait de passage sous Louis XIV. Le graveur Jean-Baptiste Delafosse (1721-1806) y vécut.
- No 11 : emplacement des dépendances de l’hôtel de La Rochefoucauld-Liancourt. L'avocat Charles Lachaud, y avait son cabinet, il y est mort le 9 décembre 1882. Ce lieu ainsi que les 13 et 15 étaient en 1715 l'emplacement des jardins et pièces d'eau qui en 1695 n'allait pas jusqu'à la rue, mais donnait seulement rue de Seine.
Le couple de comédiens Jacques-Henri Duval et Yvette Barran y possédèrent une boutique d'antiquités[22].
- No 12 : le trésorier des religieux des Petits-Augustins logeait à cette adresse. Ceux ci donnèrent ce bâtiment à bail pour 99 ans à des particuliers en 1784 moyennant 2200 livres par an, avec augmentation de 100 livres par période de 20 années. Le 18 germinal an V, la famille de M. Hubbard, plus tard député belge ; traita du bail emphytéotique avec ses détenteurs et puis de la nue-propriété avec le domaine national. En 1946, s'ouvrit ici la galerie d'objets d'art M.A.I. qui fut vendue beaucoup plus tard, déménagea et ferma définitivement en 1991.
- No 12, rue des Petits-Augustins : demeure de Pierre-Jean-Baptiste Auguis.
- No 13 : emplacement des dépendances de l’hôtel de La Rochefoucauld-Liancourt. les peintres André Derain et André Dunoyer de Segonzac y habitèrent ; le libraire-éditeur franco-russe Jacques Povolozky y était établi de 1919 à 1938, de même que sa galerie d'art, La Cible, dirigée par sa femme Hélène ; de 1924 à 1927, la galerie Pierre (Loeb) s'y installa, puis elle fut transférée au 2, rue des Beaux-Arts.
- No 14 : entrée sur la cour d'honneur de l'École des beaux-arts de Paris ( Classé MH (1972)). Monuments classés : façade du château d'Anet ( Classé MH (1914)), portique du château de Gaillon et portiques, sculptures ( Classé MH (1921)), restes de l'hôtel de la Trémoille ( Classé MH (1914)), arcades de l'hôtel Torpanne ( Classé MH (1956)). Ancien musée des monuments français sous la Révolution française.
- No 15 : emplacement des dépendances de l’hôtel de La Rochefoucauld-Liancourt. La rue des Petits-Augustins, H. Nicolle Libraire stéréotype 1808.
- No 16 : Académie nationale de médecine ( Classé MH (1992)). Ici se trouvait en 1875 selon Lefeuve: « une succursale du Mont-de-Piété, dans un ancien corps de logis des Augustins, se dresse une maison qui comme hôtel garni a porté le nom d'Orléans; le berceau du roi de Rome y a été mis en dépôt à la chute du premier empire »
- No 18 : en 1878-1880, la revue La Chanson consacrée aux goguettes, à la chanson et aux chansonniers, est domiciliée à la librairie tenue par son directeur-gérant Auguste Patay. De nos jours, centre culturel tchèque et services consulaires de l'ambassade ; en 1916, cet immeuble était le siège du conseil national tchécoslovaque, sous la présidence de Tomáš Masaryk (une plaque lui rend hommage).
- No 19 : hôtel de Rohan-Rochefort ( Inscrit MH (1993)), construit en 1659. Il fut loué en 1692 au comte Jean de Gaillon (1640-1713), lieutenant-général des armées du roi en 1696 et mort à Paris, qui le vendit en 1695[23]. Portail, façade sur rue, escalier en fer forgé. C'est ici qu'emménage le peintre Amédée Jullien avec sa femme et leur fille en 1861. Selon Charles Lefeuve, Charlotte de Rohan-Rochefort (1767-1841) y aurait accouché de deux filles assisté du docteur Moulin, à la suite de sa liaison de 1794 avec le duc d'Enghien: Louis-Antoine de Bourbon-Condé (1772-1804). Mademoiselle Reillerand, fille du magistrat Sévestre fit l'acquisition de cet immeuble le 15 fructidor an X c'est-à-dire le 2 septembre 1802.
- No 20 : ancien hôtel de Vendôme qui appartenait à César de Vendôme fils de Gabrielle d'Estrées et du roi Henri IV. Il mourut ici âgé de 71 ans le 21 octobre 1666[19]. Cet hôtel particulier, au fond de la cour, fut la propriété de M. Bastide, tailleur de l'empereur Napoléon Ier, qui le légua à sa famille[Qui ?]. La femme de lettres américaine Natalie Barney (1876-1972), y loua un appartement pendant plus de 60 ans, jusqu'en 1969. Son salon littéraire a accueilli les écrivains et artistes venant des deux côtés de l'Atlantique. Entre les deux-guerres, elle y fit salon le vendredi après-midi et y reçut : Paul Claudel, André Gide, Scott et Zelda Fitzgerald, James Joyce, Ezra Pound, Françoise Sagan, etc.
- No 21 : hôtel construit en 1760. Façade sur cour, mansardes à poulie, ferronneries. Acquis en 1804 par Maître Antoine-Marie-Henri Boulard (1754-1825), connaissance personnelle de Napoléon Bonaparte[24], notaire et maire du Xe arrondissement (actuel 6e arrondissement) de 1800 à 1804, député du Corps législatif de 1803 à 1807, date à laquelle il cède son étude à son fils aîné Henri-Simon Boulard (1783-1863). Grand amateur de livres la vente de sa bibliothèque à son décès dura cinq années de 1828 à 1833[25]. Magasin Ladurée. Résidence de l'architecte et designer Eileen Gray, de 1907 jusqu'à sa mort en 1976 ; une plaque lui rend hommage.
- No 24 : adresse, en 1886, de l'artiste peintre suisse Félix Valloton (1865-1925) qui, malgré son jeune âge, expose déjà ses portraits au salon des artistes français[26].

### De la rue Jacob à la rue du Vieux-Colombier
- No 28 : imposte de la porte cochère datant du XVIIe siècle ( Inscrit MH (1926)).
- No 31 : ce fut le siège du Journal La Plume, fondé et dirigé par Léon Deschamps qui, dans le hall de la revue, tint le Salon des Cent de 1894 à 1900.
- No 34 : atelier de l'artiste peintre François Gérard en 1800. Résidence de Romy Schneider dans les années 1970, et du dessinateur Georges Wolinski, de 1974 à 2009[27] ; une plaque lui rend hommage.
- No 36 : le philosophe Auguste Comte y vit de 1818 à 1822 ; une plaque lui rend hommage.
- No 38 : devanture et façade d'immeuble du XIXe siècle ( Inscrit MH (1984)).
- No 42 : le philosophe Jean-Paul Sartre y vécut de 1945 à 1962 avec sa mère, Anne-Marie Sartre-Mancy, et y rédigea Les Mots, ainsi que plusieurs de ses œuvres les plus connues[28].
- No 47 : les céramistes Fance Franck et Francine Del Pierre fondent en 1957 un atelier qui deviendra un lieu de travail et de rencontres, connu d'un cercle d'amateurs et de collectionneurs comme Fina Gomez, et où se retrouveront des directeurs de grands musées du monde et des maîtres potiers comme Bernard Leach, Shoji Hamada et Michael Cardew.
- No 54 : durant les années 1930, emplacement d'un studio de chant de la cantatrice Spéranza Calo-Séailles (1885-1949) qui y donna des concerts en 1932 et 1934[29].
- No 61 : adresse de l'Hôtel Bonaparte dirigé par la famille Dumas depuis trois générations.
- No 64 : adresse de l'imprimerie de H. Carion en 1869. Ateliers et boutique de la maison Raffl de 1870 à 1936[30].
- No 68 : plaque commémorative de l'arrestation de Geneviève de Gaulle-Anthonioz (nièce de Charles de Gaulle) le 20 juillet 1943.
- No 70 : devanture de la crémerie ( Inscrit MH (1984)).

### De la rue du Vieux-Colombier à la rue de Vaugirard
- Nos 75-77 : immeuble relevant du patrimoine immobilier affecté au Sénat[31].
- No 76 : ancien siège de l'agence de publicité RSCG[32]. Historiquement, immeuble du Foyer français.
- No 82 : emplacement de l'entrée de la chapelle Saint-François-Xavier de l'ancien noviciat des Jésuites de Paris détruite vers 1806. Adresse de la Librairie des Archives nationales et de la Société de l'École des chartes en 1909.
- No 88 : immeuble datant de 1680, cet hôtel particulier fut la résidence du cardinal, diplomate et homme de lettres Melchior de Polignac, de 1732 jusqu'à sa mort en 1742.  Demeure de l’abbé Grégoire de 1794 à 1815[33]. Demeure de Roger Ducos, membre du Directoire, puis consul provisoire, ensuite sénateur. Hôtel particulier de style Régence[34], porte cochère, façade, escalier ( Inscrit MH (1926)).
- No 92 : Institut hongrois (anciennement également consulat hongrois). Il présente dans la rue la statue d’Andras Lapis, Sous le chapeau, représentant une femme au chapeau assise sur un banc[35].

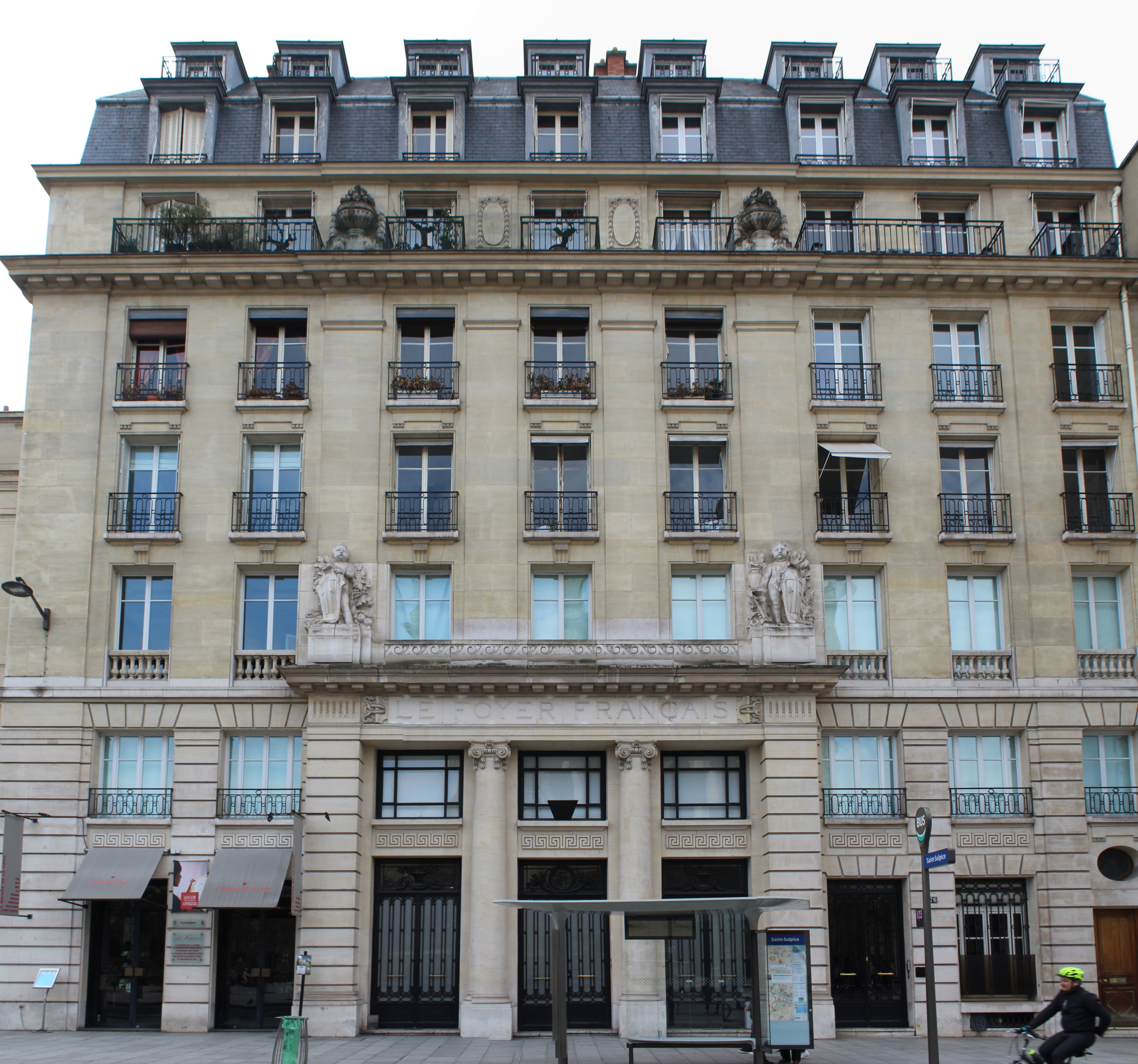
Immeuble au no 76.
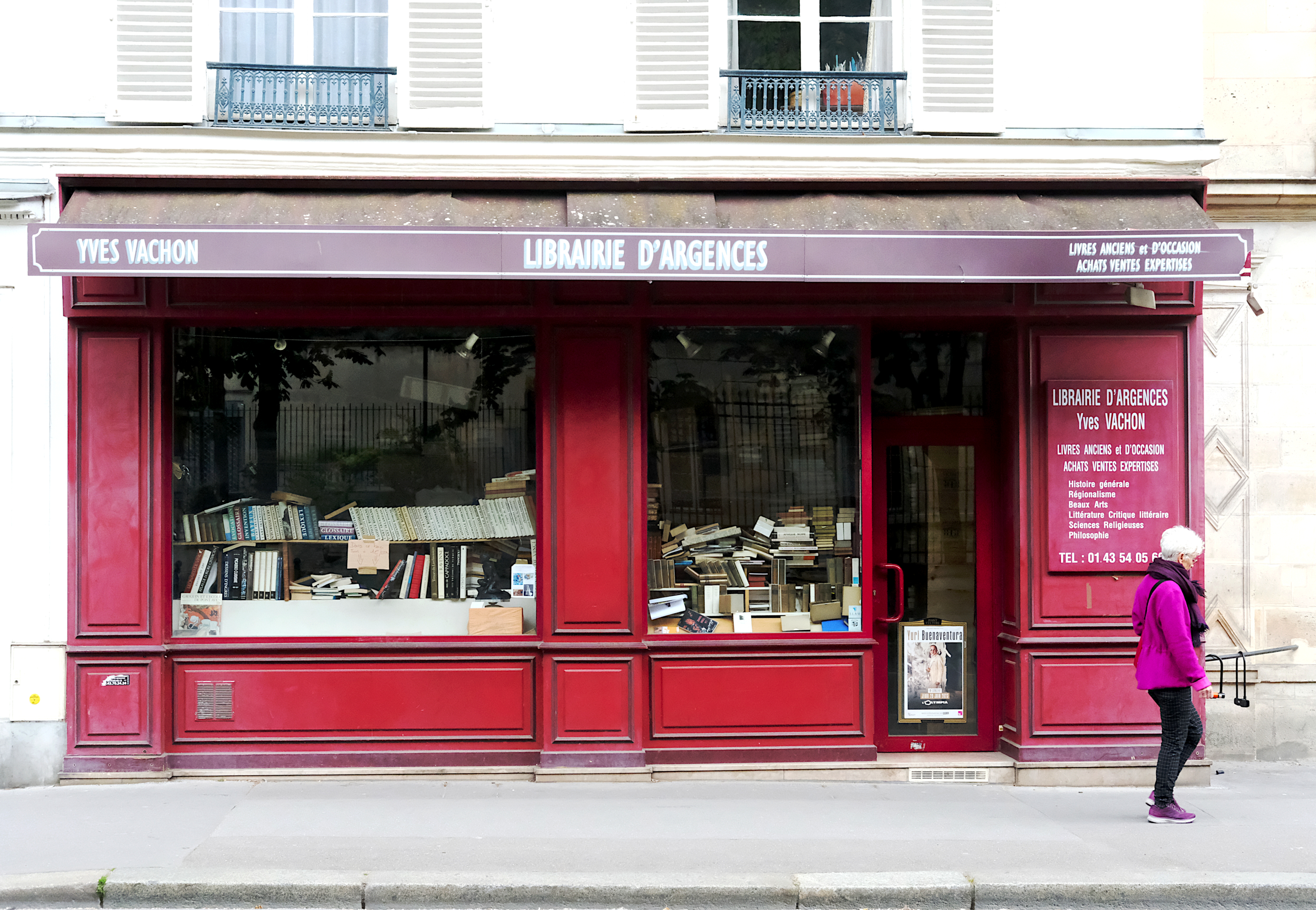
no 84.
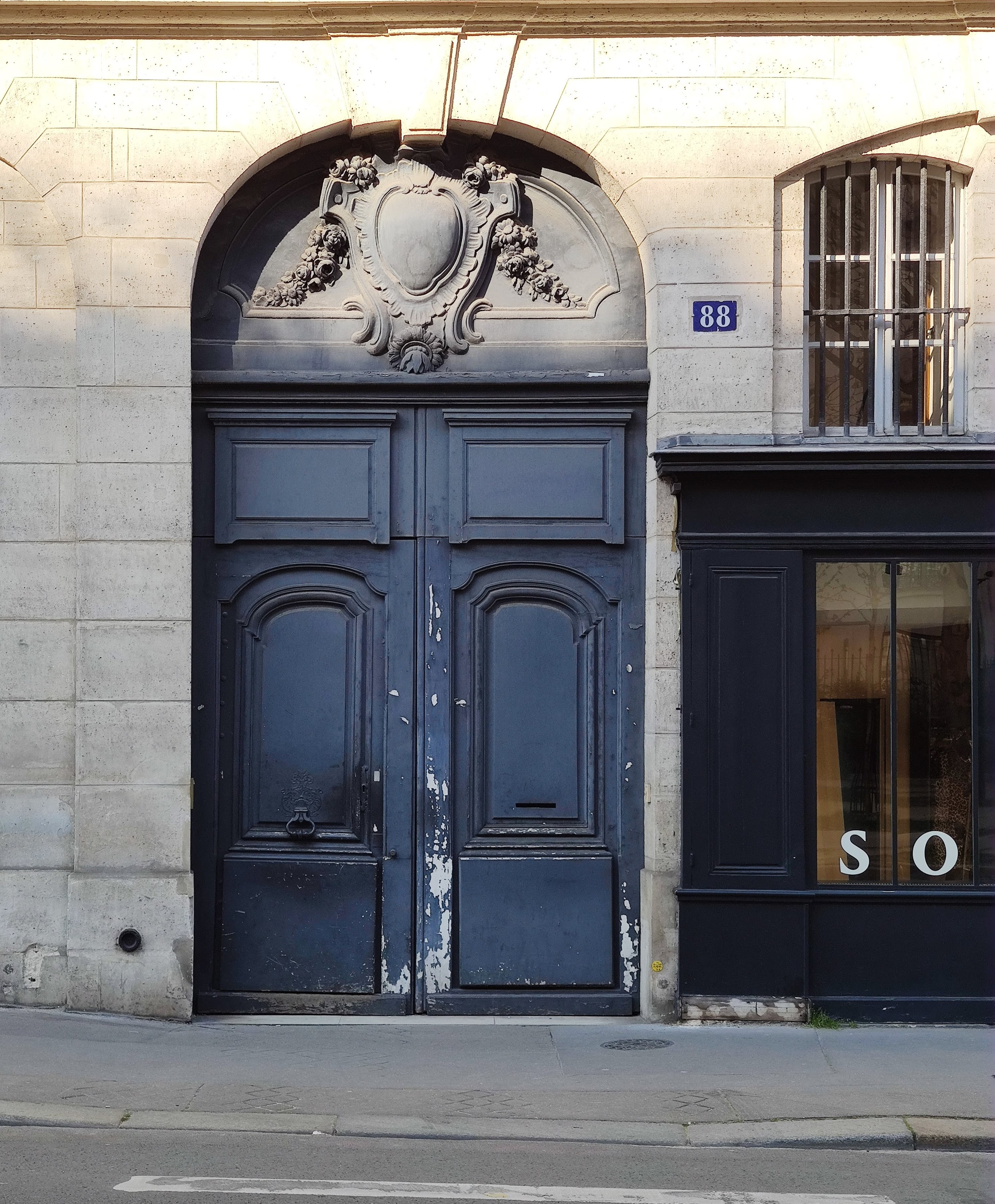
no 88 : porte cochère.
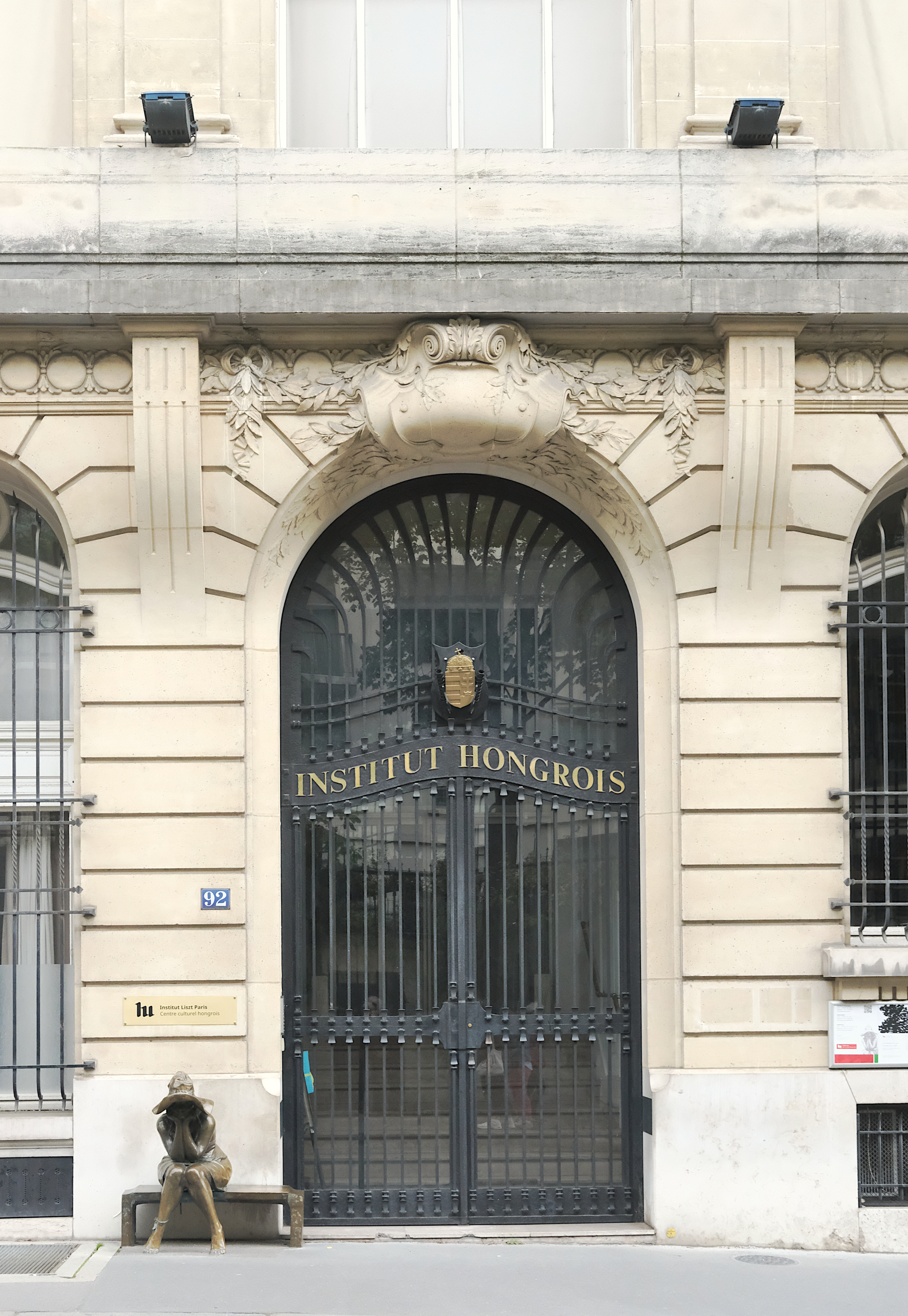
no 92 : institut hongrois.

### Emplacements non localisés
- Le peintre François Jouvenet (1664-1749), auparavant domicilié rue du Colombier (rue Jacob), mourut rue des Petits-Augustins où il demeurait avec sa seconde épouse.
- L'animateur de télévision Jean-Luc Delarue habitait un appartement de 370 mètres carrés rue Bonaparte[36].

### Plaques commémoratives

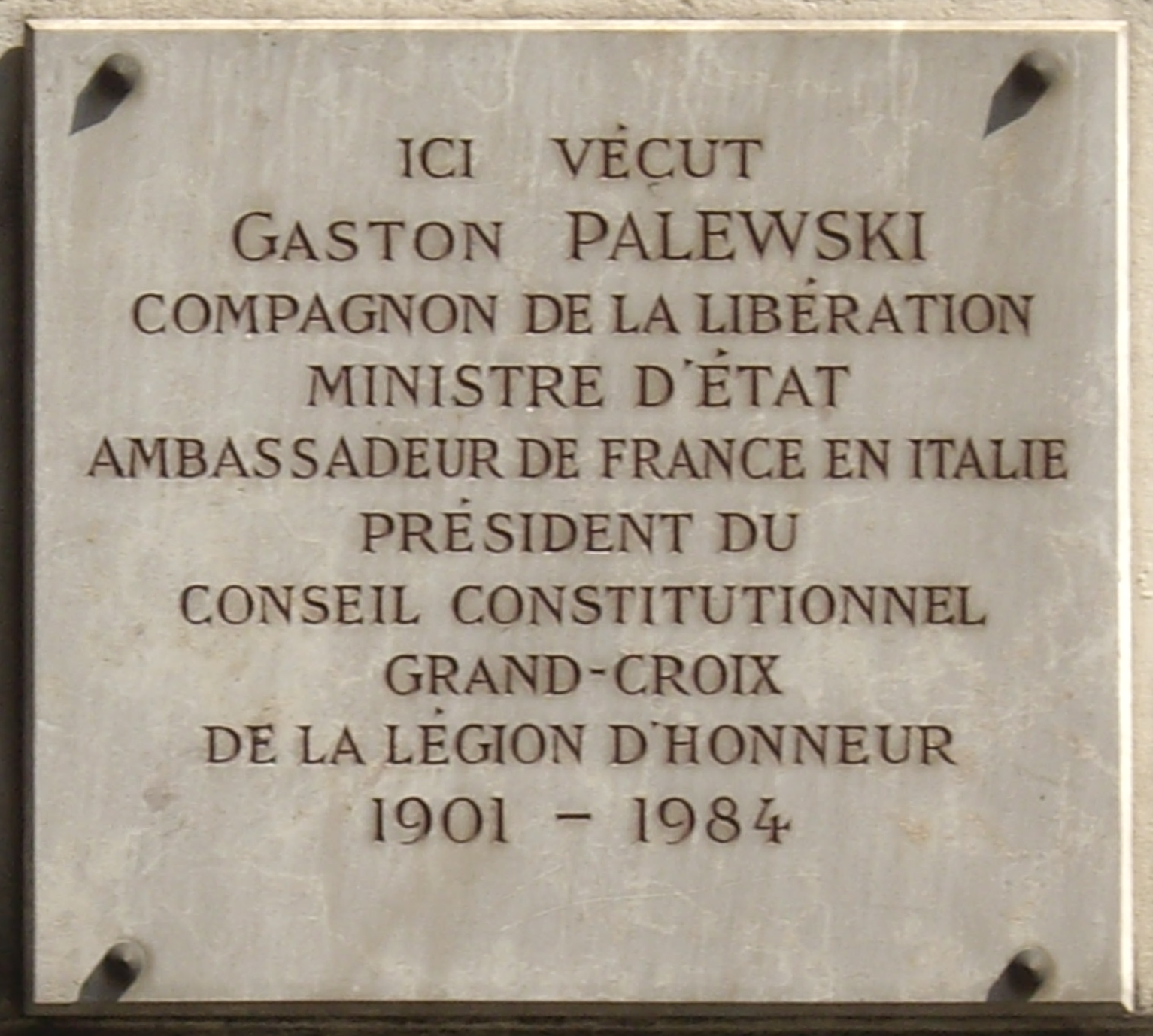
No 1.
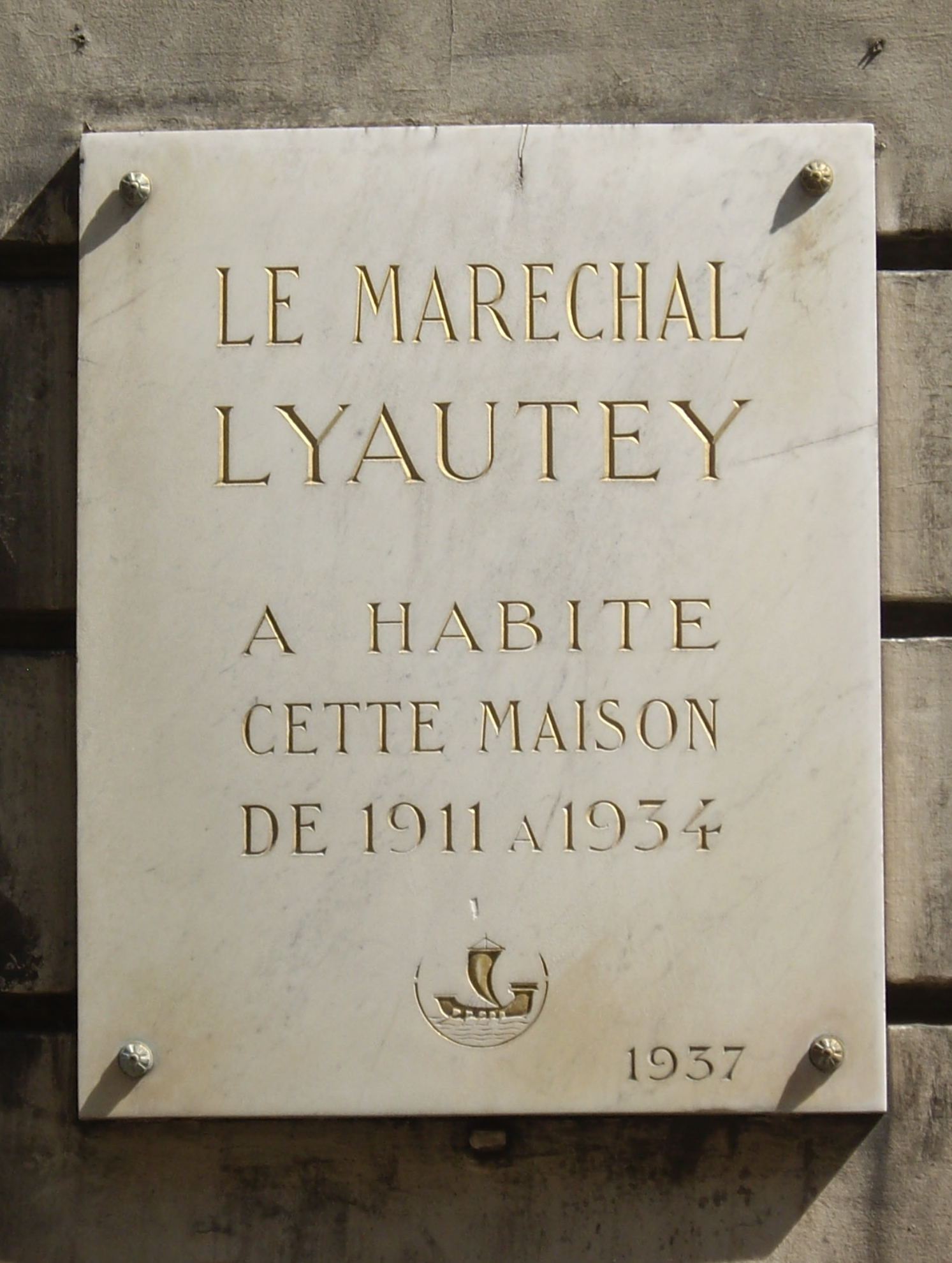
No 5.
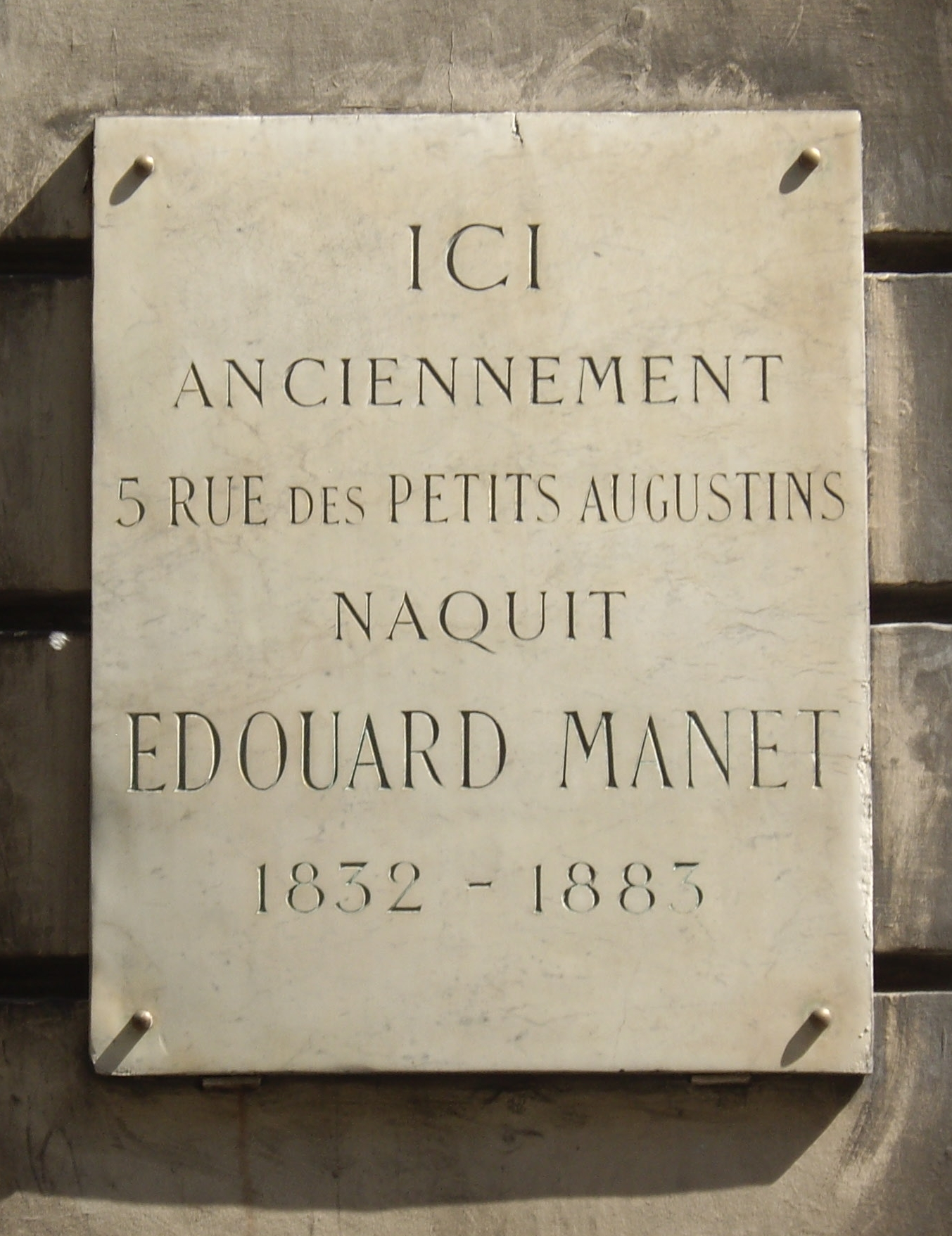
No 5.
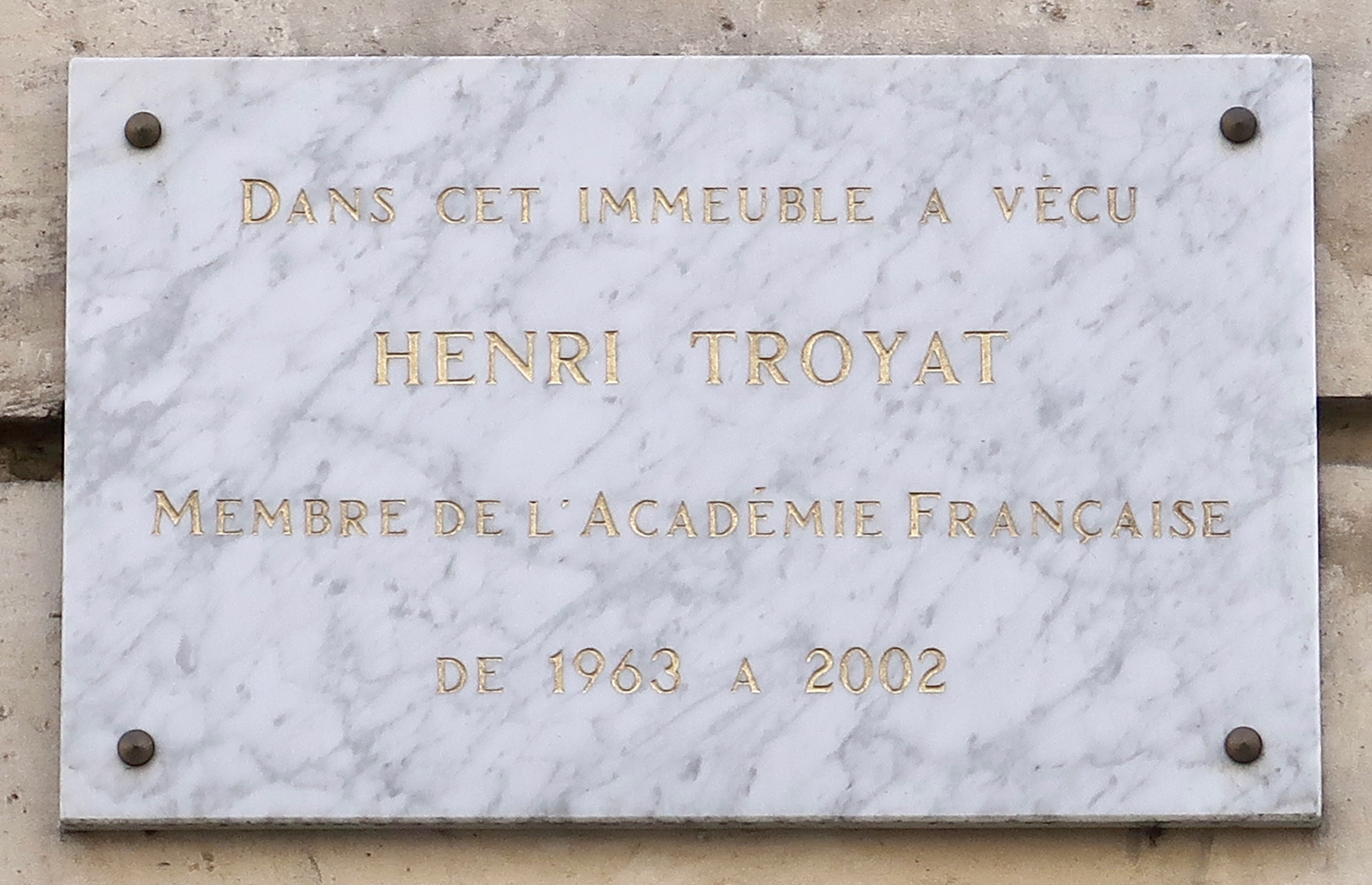
No 5.
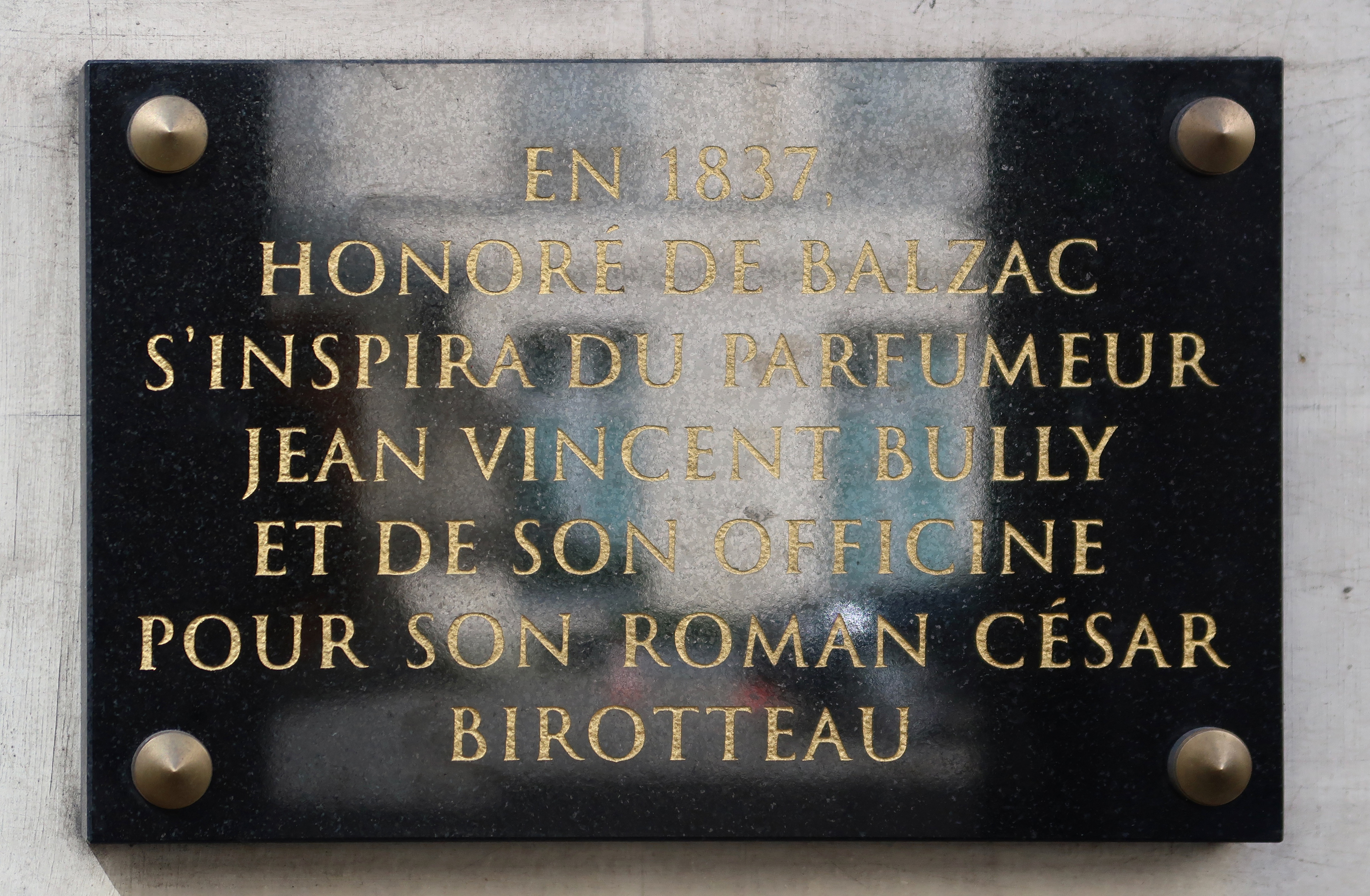
No 6.
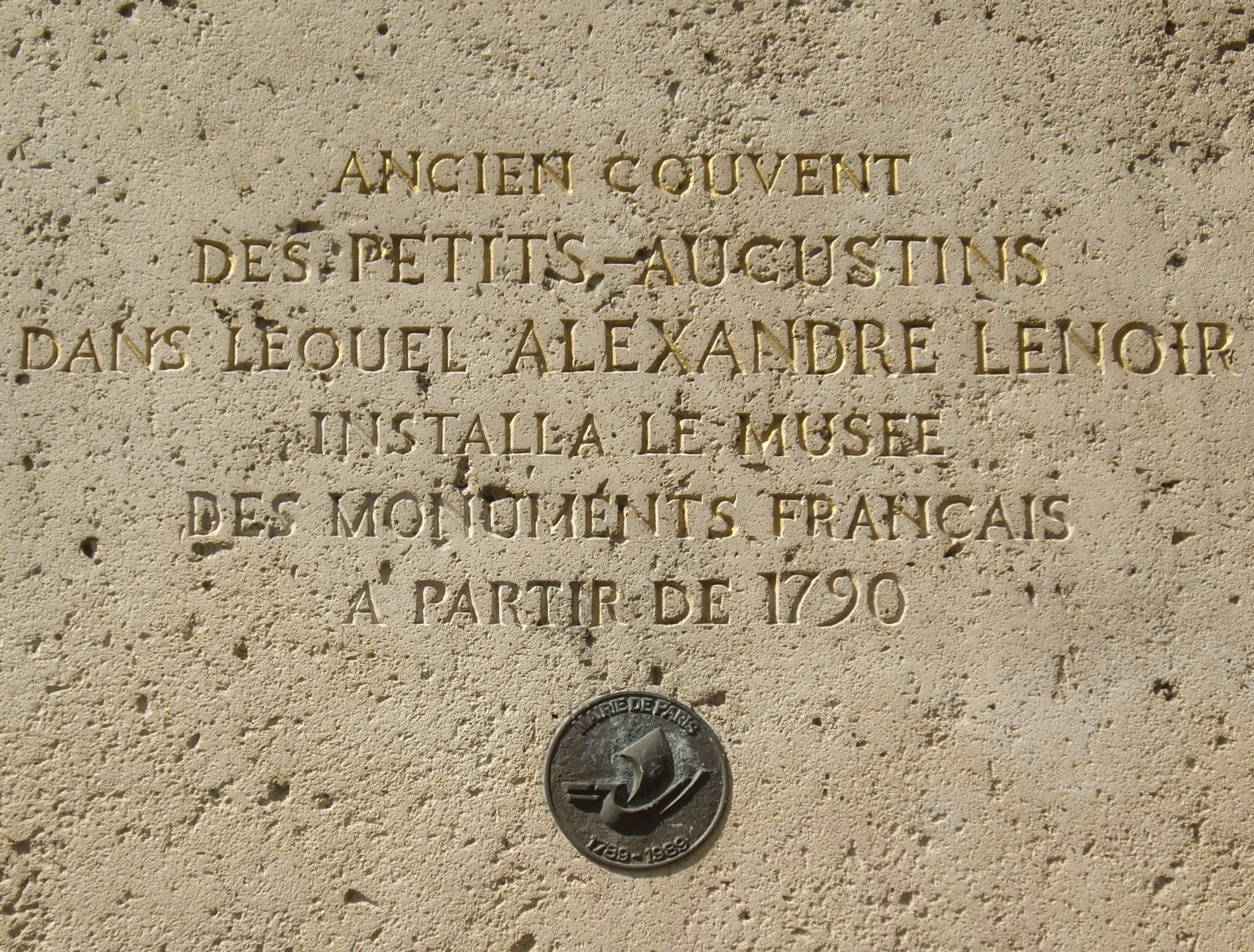
No 14.
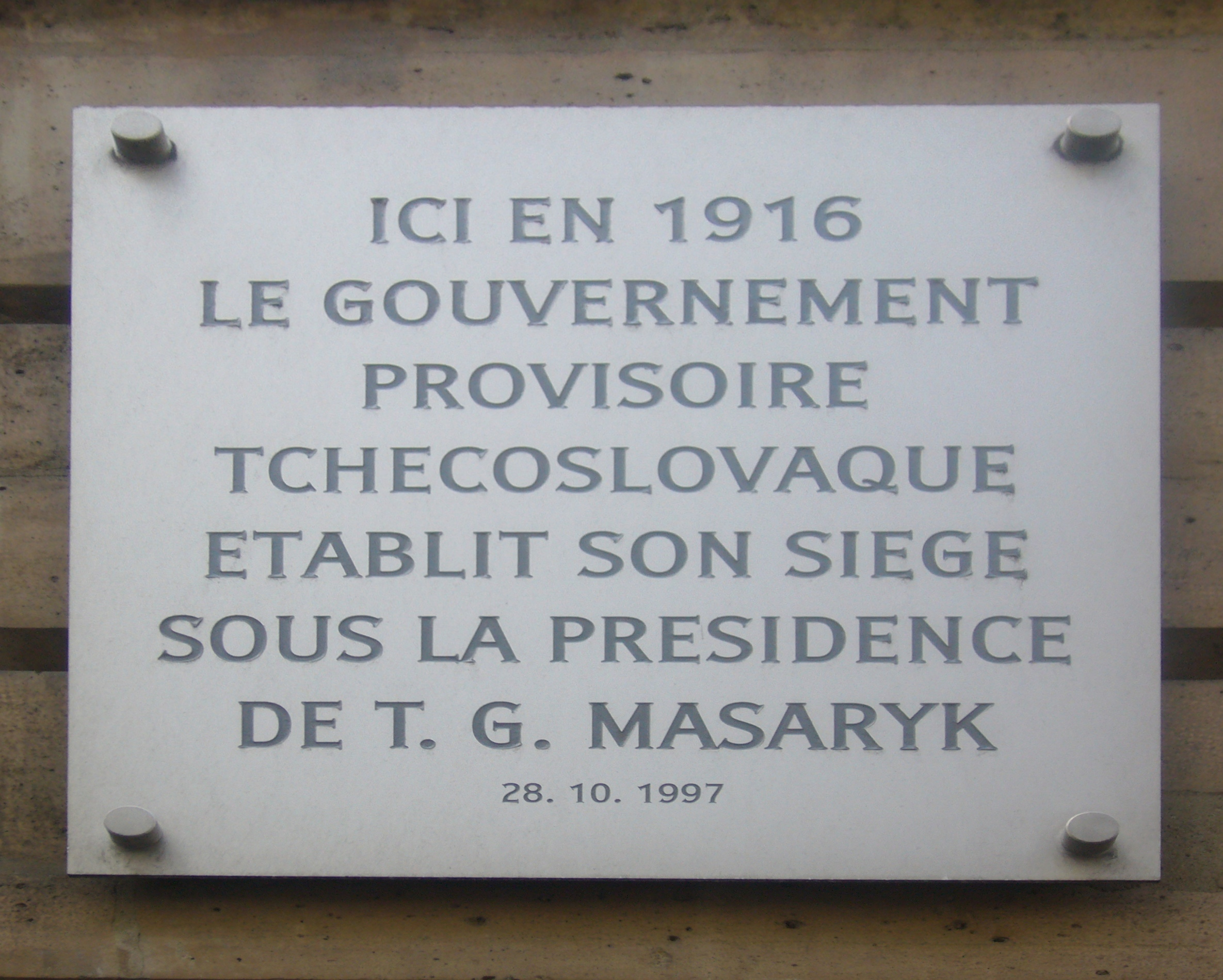
No 18.
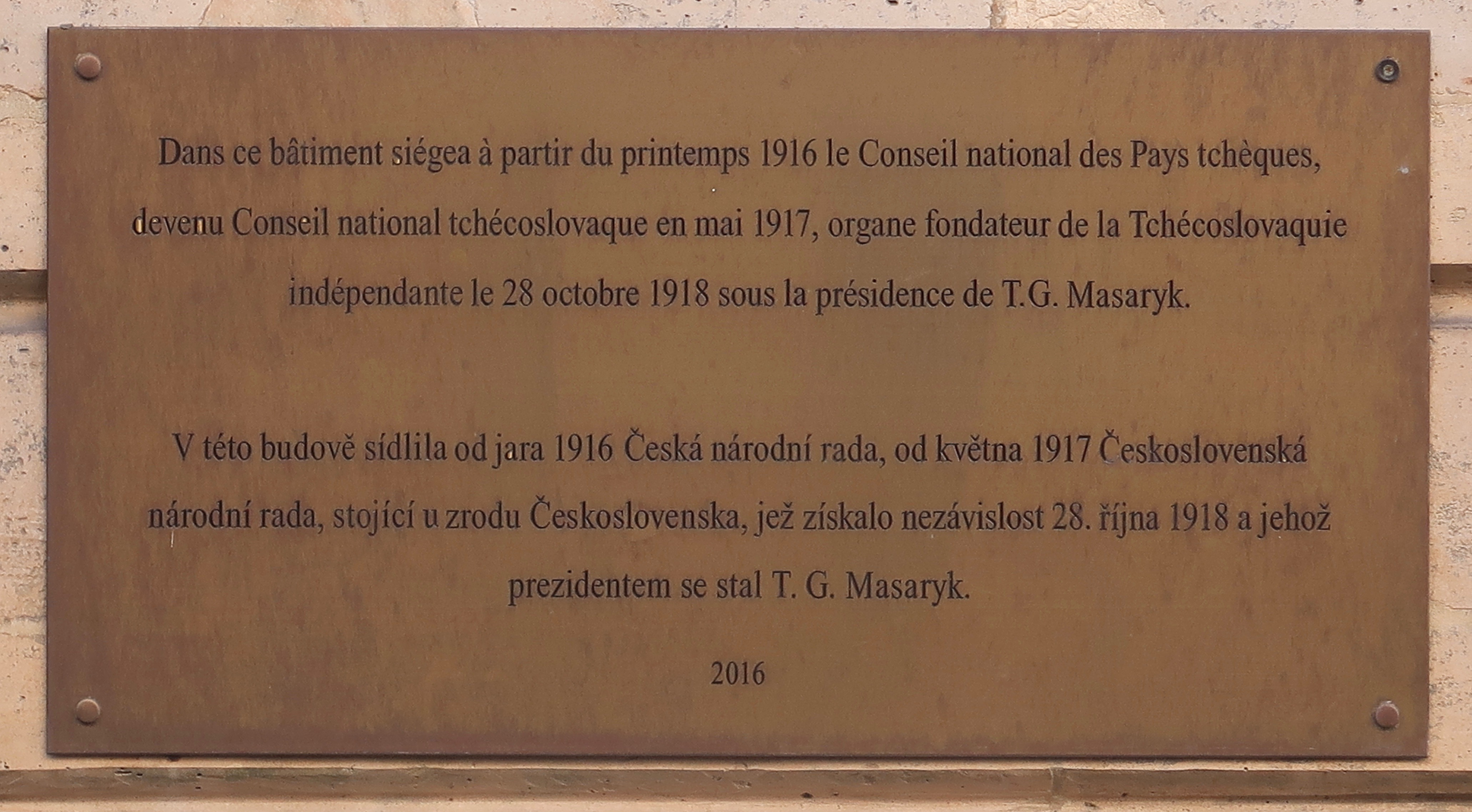
No 18.
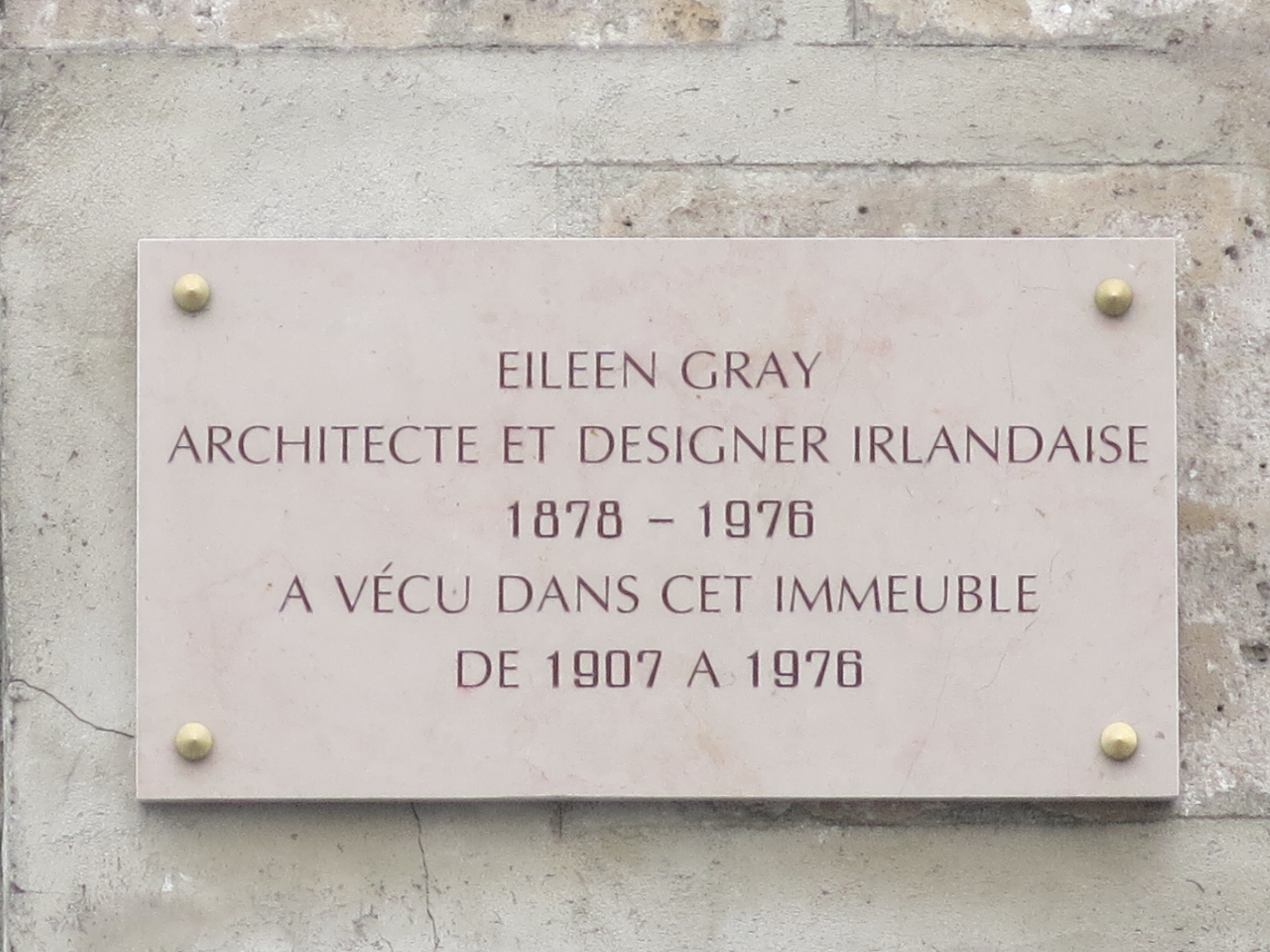
No 21.
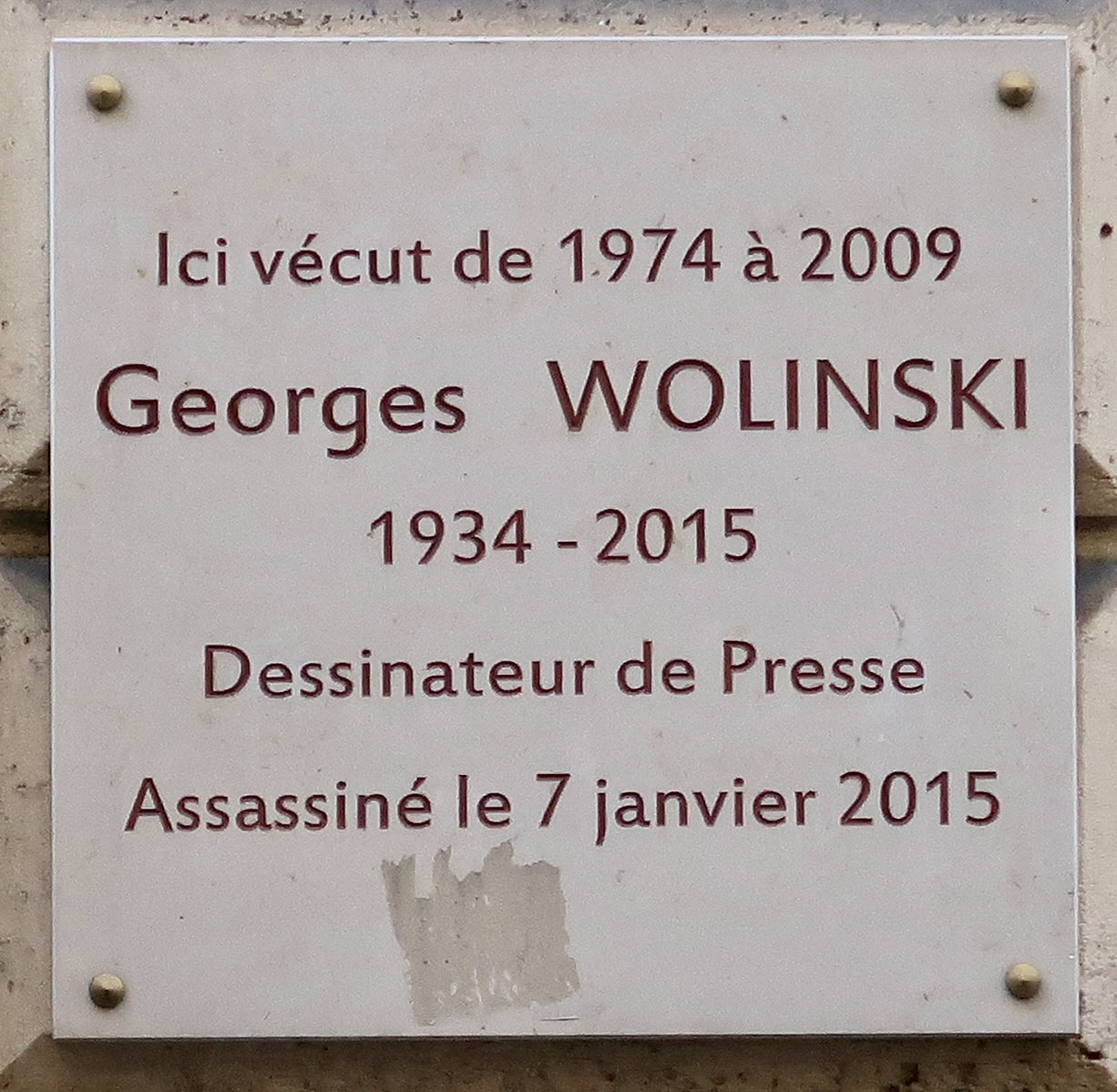
No 34.
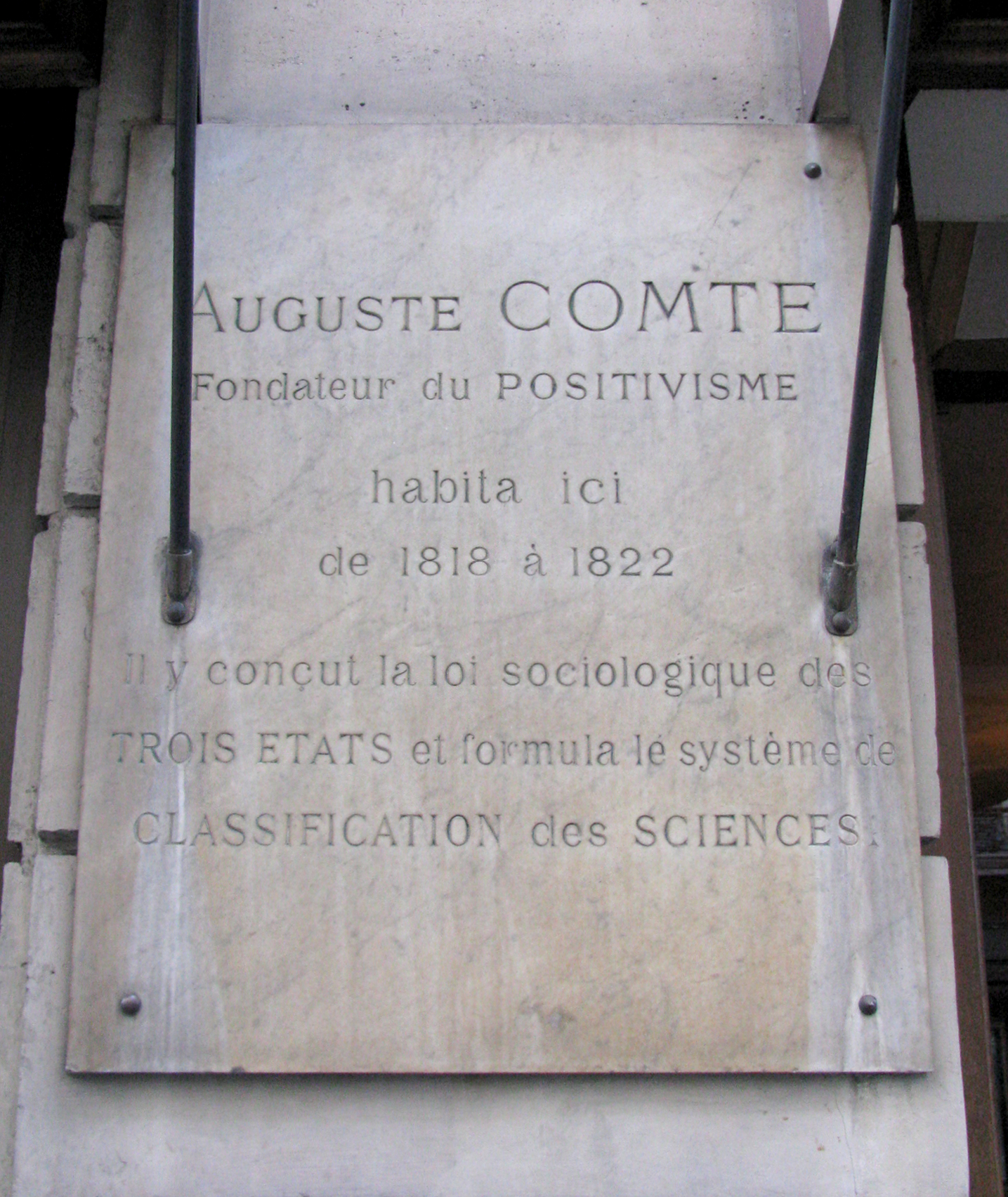
No 36.
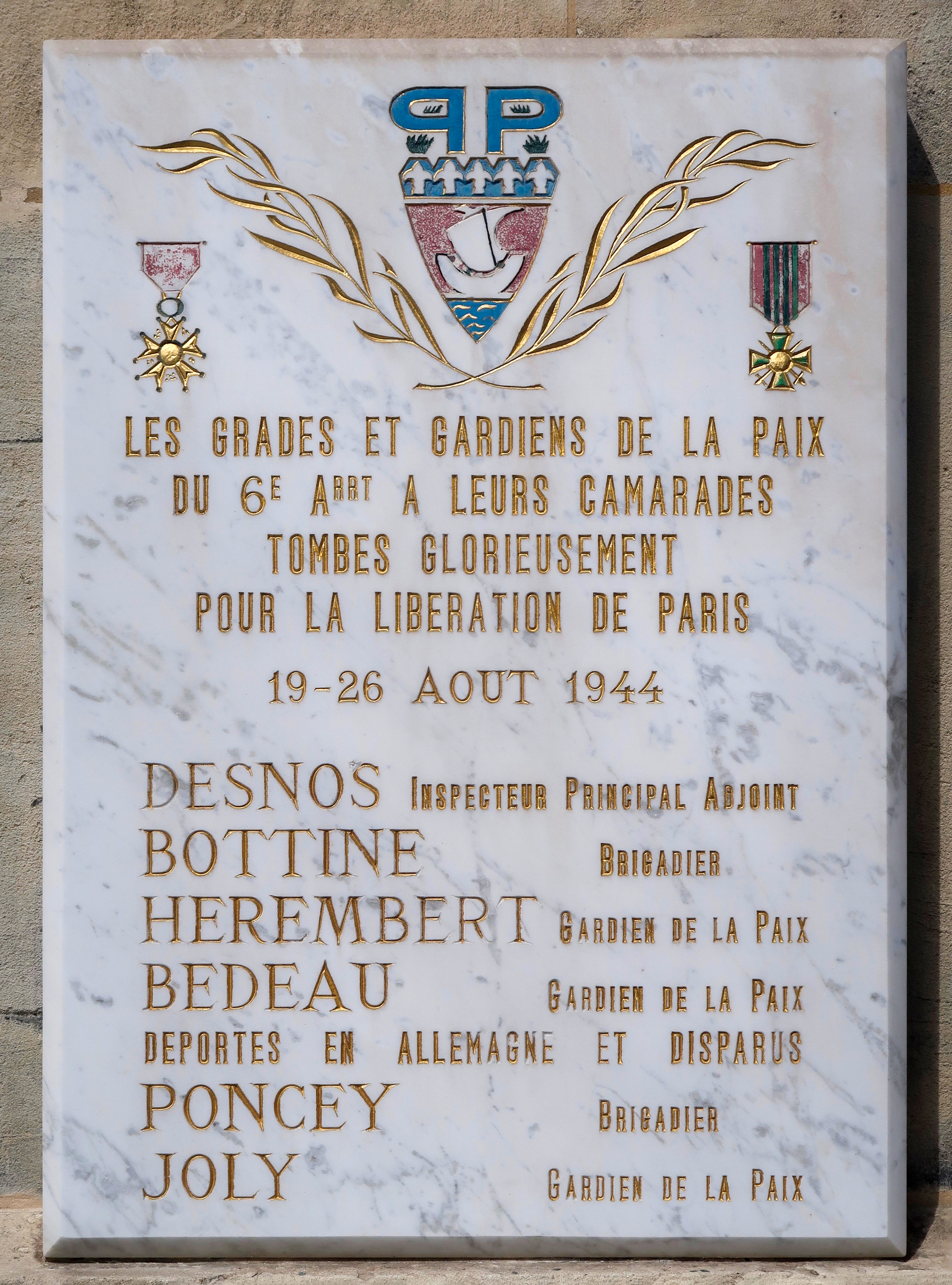
No 78, croisement avec la rue de Mézières.

Au no 7 se trouvait dans les années 2000 une plaque commémorative fantaisiste : « Cette plaque a été posée le 19 décembre 1953 ».

## Dans la culture populaire

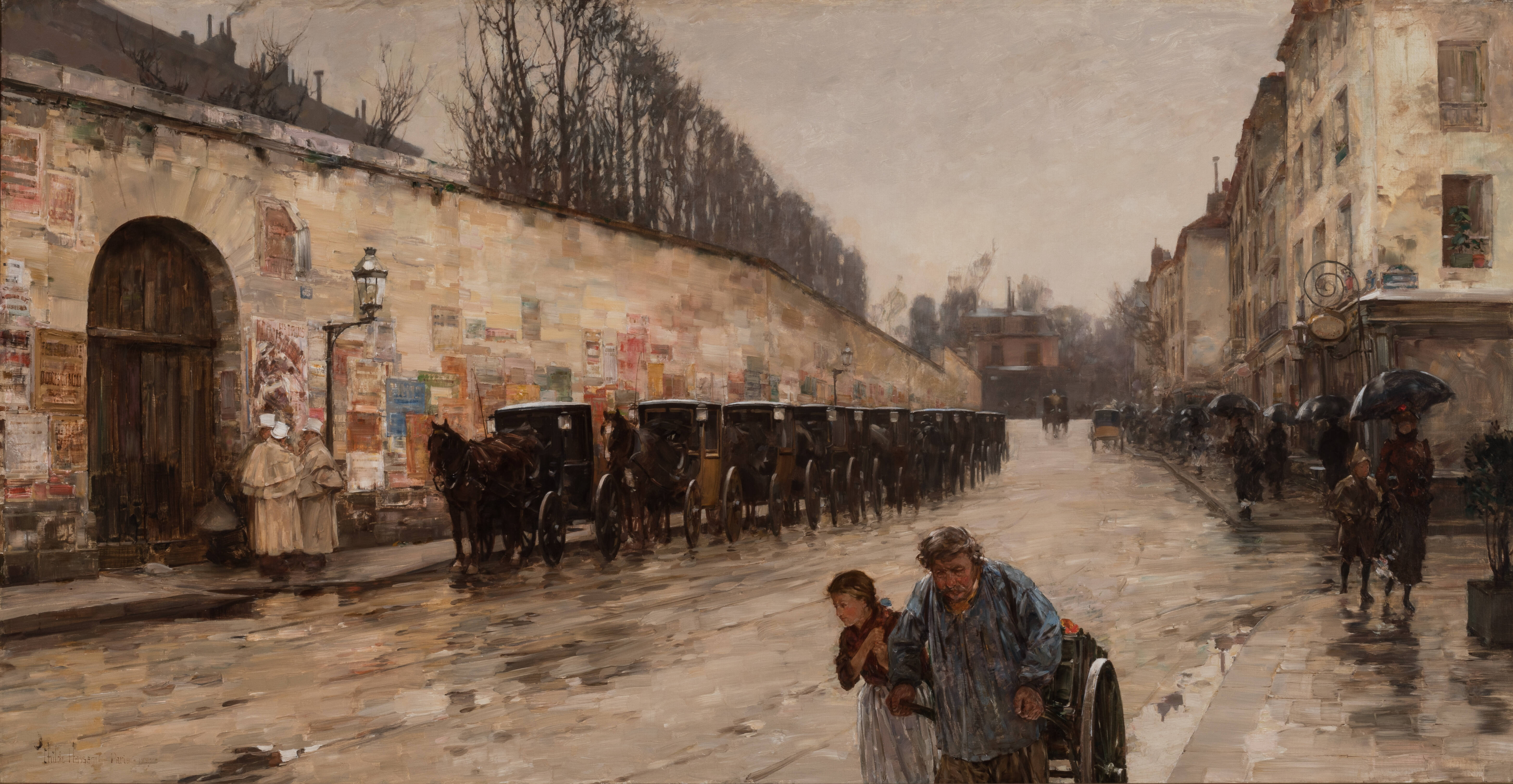
Peinture de Childe Hassam, Une averse rue Bonaparte (1887).

- Dans la série de romans Fantômas diffusée à partir de 1911, le domicile présumé de l'inspecteur Juve est situé rue Bonaparte, au no 142 (inexistant).
- En 1942 sort Rue Bonaparte, court métrage documentaire français écrit et réalisé en 1942 par René Ginet (Vienne, Isère, 12 juillet 1896 - Neuilly-sur-Seine, 30 septembre 1971).